# Ostende
 (février 2017).
Si vous disposez d'ouvrages ou d'articles de référence ou si vous connaissez des sites web de qualité traitant du thème abordé ici, merci de compléter l'article en donnant les références utiles à sa vérifiabilité et en les liant à la section « Notes et références ».
Pour les articles homonymes, voir Ostende (homonymie).
Ostende (en néerlandais : Oostende /ˌoːstˈɛndə/) est une ville belge située en Région flamande, dans la province de Flandre-Occidentale.
Située sur la côte belge de la mer du Nord et construite autour du port d'Ostende, elle est devenue une station balnéaire renommée, parfois appelée la « reine des plages » ou la « ville belge la plus britannique » en raison du nombre important de touristes britanniques qui la fréquentent depuis longtemps. James Joyce, notamment, a déclaré avoir passé ses meilleures vacances d'été à Ostende. Mais Ostende est aussi populaire auprès des touristes non-britanniques.

## Histoire

### Origines
Nous savons peu de choses des premiers temps d'Ostende durant le haut Moyen Âge, si ce n'est qu'il existait à cette époque une île allongée, Terstreep, où le village d'Oostende se trouvait à l'extrémité orientale (Oost signifie « est » en flamand occidental comme en néerlandais ; ende en flamand occidental signifie « extrémité », « fin »). À l'autre extrémité, se trouvait Westende, aujourd'hui dans la commune de Middelkerke. Entre ces deux villages se trouvait Middelkerke (middel = « milieu » ; kerk = « église »).

### Moyen Âge

#### DuIXesiècleauXIVesiècle
En 814, Gobrecht van Steenland fait don du village d'Ostende au monastère Saint-Bertin de Saint-Omer.
À partir du Xe siècle, le territoire d'Ostende fait partie du comté de Flandre, vassal des rois de France (l'Escaut étant une des limites du royaume de France depuis le traité de Verdun de 843).
Au XIe siècle a lieu l'assèchement du chenal séparant l'île de Terstreep du continent.
En 1265, la comtesse Marguerite de Constantinople élève le village au rang de ville (son emplacement se situe alors au nord de l'avenue Van Iseghem, entre le monument aux Marins et le Casino). La pêche au hareng constitue alors la principale activité de la ville, qui obtient le droit de construire une halle. Des institutions municipales sont mises en place (échevins, bailli). En 1284, un accord est conclu avec Bruges pour améliorer la navigation dans la région.

#### Période des Pays-Bas bourguignons (1384-1482)
En 1384, le comté de Flandre revient à la comtesse Marguerite III, épouse du duc de Bourgogne Philippe le Hardi, à qui elle apporte de plus le comté d'Artois. C'est le début des Pays-Bas bourguignons, ensemble qui sous le duc Charles le Téméraire, est formé d'une douzaine de fiefs de France ou d'Empire.
À la fin du XIVe siècle, la ville est menacée par la mer à un point tel qu'il faut la déplacer vers le sud à l'abri d'une digue.[réf. nécessaire]
Un port est construit en 1447, sous le duc Philippe le Bon, duc de Bourgogne et comte de Flandre.

### Période des Pays-Bas des Habsbourg (1482-1581)
En janvier 1477, l'État bourguignon revient à la duchesse Marie, fille de Charles le Téméraire, qui épouse en août Maximilien d'Autriche. À la mort de la duchesse en 1482, Maximilien devient régent au nom de leur fils Philippe : c'est le début des Pays-Bas des Habsbourg.
En 1489, Ostende participe à la rébellion des villes de Flandre (notamment Bruges) de 1487-1491, et est pillée par les troupes de Maximilien.[réf. nécessaire]
Vers 1550, à la fin du règne de Charles Quint, petit-fils de Maximilien et de Marie de Bourgogne, la ville compte 3 000 habitants, dont beaucoup de pêcheurs. C'est un centre secondaire par rapport aux grandes villes des Pays-Bas que sont, dans le comté de Flandre Bruges et Gand (en déclin par rapport au Moyen Âge), et dans le duché de Brabant, Bruxelles, capitale politique des Pays-Bas des Habsbourg, et Anvers, leur capitale économique, en relation avec les ports mondiaux de Lisbonne et de Séville.
En 1568, sous le règne de son fils Philippe, éclate l'insurrection des Pays-Bas dirigée par le prince Guillaume d'Orange.
Ostende prend formellement le parti de l'insurrection en 1576 (pacification de Gand), et surtout en 1579 en devenant membre de l'union d'Utrecht, créée en réponse à l'union d'Arras des provinces loyalistes. En 1581, les États généraux de l'union d'Utrecht proclament la déchéance de Philippe II de ses droits sur les Pays-Bas, marquant le début d'un nouvel État, les Provinces-Unies, qui ne sera reconnu par le roi d'Espagne qu'en 1648 (traité de Münster).

### Période des Provinces-Unies (1581-1604)

#### Un territoire insurgé dans les Pays-Bas espagnols (1581-1601)
La période 1582-1585 est marquée par la reconquête par l'armée du gouverneur général Alexandre Farnèse des villes insurgées de Flandre et de Brabant, à l'exception d'Ostende. En juin 1584, Farnèse lance le siège d'Anvers, qui capitule en août 1585. Mais son armée ne progresse pas par la suite, laissant intactes les sept provinces du nord des Pays-Bas, qui se proclament république des Sept Provinces-Unies des Pays-Bas (en abrégé : Provinces-Unies).
Pendant deux décennies (1584-1604), Ostende est la seule place contrôlée par les Provinces-Unies en Flandre. Les États généraux dotent la ville de fortifications modernes (1583-1590) et elle devient une base pour des raids terrestres ou navals.
Dans les années 1590, l'armée d'Alexandre Farnèse, puis de ses successeurs, établit deux ceintures de forts autour d'Ostende, à 2,5 km et à 5 km, pour limiter ces incursions.
En 1600, Ostende est utilisée par l'armée des Provinces-Unies comme base de départ d'une offensive lancée contre le port corsaire de Dunkerque. C'est un échec, malgré la victoire de Nieuport (2 juillet 1600). L'armée de Maurice de Nassau quitte ensuite le comté de Flandre en s'embarquant à Ostende.

#### Le siège et la reprise d'Ostende (1601-1604)

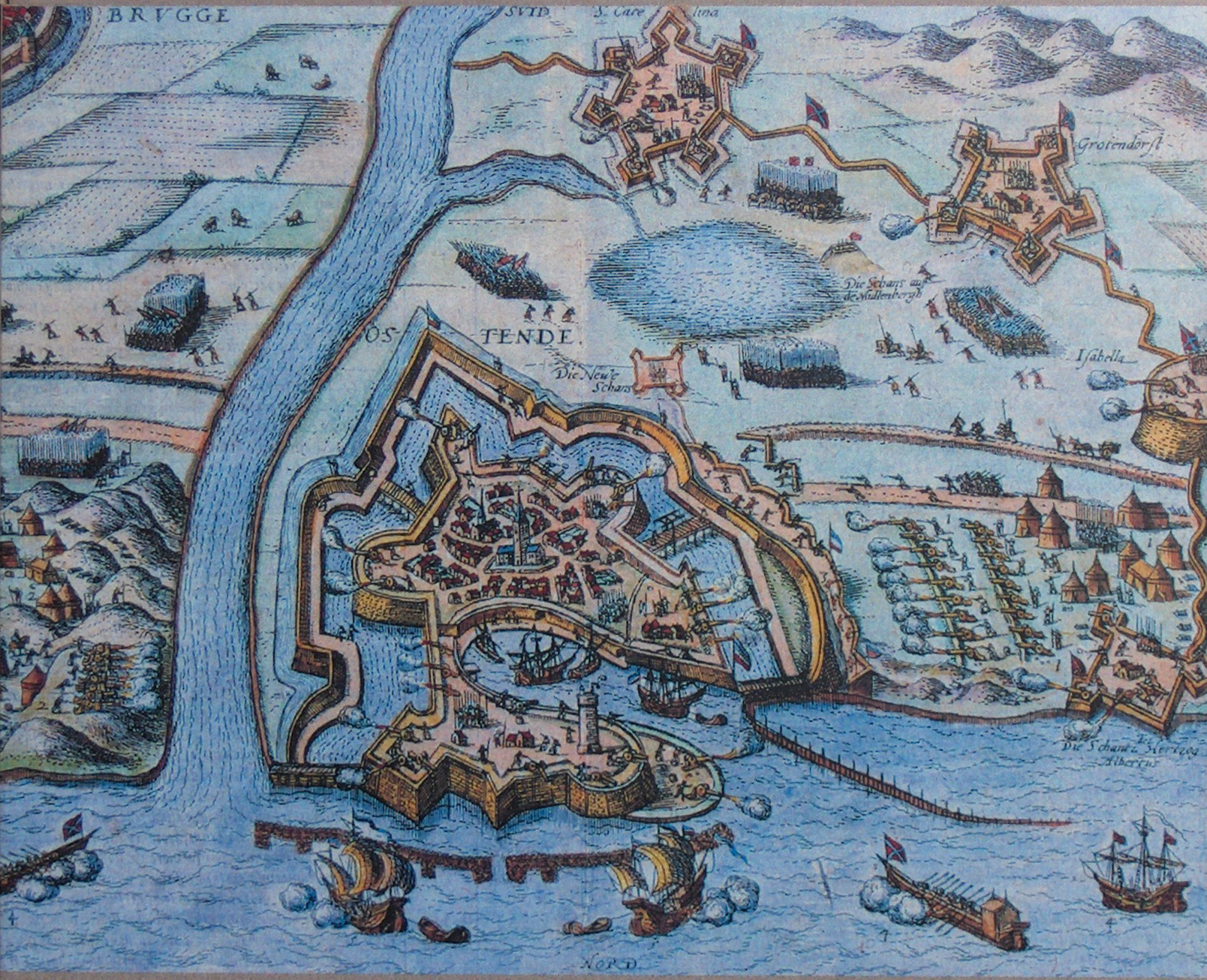
Siège d'Ostende par les Espagnols.

Le prince Albert d'Autriche, devenu souverain des Pays-Bas espagnols du fait de son mariage avec la fille de Philippe II en 1598, décide alors de mettre fin à cette anomalie et met en 1601 le siège devant la ville.
Ce siège d'une durée de plus de trois ans (juillet 1601-septembre 1604) est la pire épreuve que la ville ait jamais connue. Cependant les Espagnols ne réussissent pas à bloquer l'accès maritime à Ostende de sorte qu'un ravitaillement minimal est constamment assuré et des renforts sont régulièrement amenés pour compenser les pertes. Pour protéger la ville du côté Est, les défenseurs rasent une partie des dunes, de sorte que la mer s'engouffre dans la brèche et creuse un chenal qui est à l'origine de l'entrée actuelle du port.
L'armée espagnole est d'abord commandée par le prince Albert lui-même, puis, vu les difficultés qu'il rencontre, par Ambrogio Spinola.
La prise de la ville est favorisée par le revirement diplomatique de l'Angleterre, alliée des Provinces-Unies depuis 1585 (traité de Sans-Pareil). Le successeur d'Elisabeth Ire, Jacques Ier, décide de faire la paix avec l'Espagne (traité de Londres, du 28 août 1604). La reddition de la ville a lieu trois semaines plus tard (22 septembre).
Le bilan des dégâts et des pertes est considérable.

### Période des Pays-Bas espagnols (1604-1714)
Reconstruite, elle vit de la guerre de course.
Au cours de la guerre de Succession d'Espagne, la ville est de nouveau assiégée, par une armée anglo-néerlandaise sous les ordres du duc de Marlborough. La ville se rend le 6 juillet 1706.

### L'époque des Pays-Bas autrichiens (1714-1794)
En 1722 est fondée la compagnie d'Ostende, qui obtient le monopole du commerce des Pays-Bas autrichiens avec les Indes orientales et occidentales. Elle se spécialise dans l’importation d’épices et de denrées rares venant d’Extrême-Orient. L'opération est un succès, mais, soumis aux pressions de l'Angleterre et des Provinces-Unies qui craignent que l'Autriche devienne une puissance maritime, l'empereur Charles VI suspend le monopole de la Compagnie en 1727 puis la supprime en 1729.
Ostende se développe néanmoins autour de son port : un phare est construit en 1771, suivi d'un premier bassin commercial en 1776.
En 1781, l'empereur Joseph II fait de la ville un port franc.
Au XVIIIe siècle est née en Angleterre la mode des bains de mer. En 1784, l'aubergiste anglais William Hesketh reçoit la permission de bâtir sur la Grande Plage (Groot Strand) d'Ostende un petit pavillon en bois où les baigneurs peuvent acheter des rafraîchissements.

### La période des révolutions (1789-1830)
Après la Révolution française de 1789, les Pays-Bas autrichiens sont occupés, puis annexés par la Première république française dès 1794.
À la suite du blocus maritime imposé par l'Angleterre à la France pendant la guerre de la première coalition, Ostende décline à nouveau. En mai 1798, les Français repoussent à grand-peine un raid anglais.
Conscient des faiblesses de la défense française, Napoléon, qui visite Ostende à quatre reprises, donne l'ordre de construire un « fort Impérial ». Commencés en 1811, les travaux ne sont terminés qu'en 1814, au moment où la chute du Premier Empire, lors de la bataille de Waterloo le 18 juin 1815, rend le fort inutile. Ostende est alors intégrée au royaume uni des Pays-Bas par le congrès de Vienne de 1815.
La vocation balnéaire d'Ostende se confirme au XIXe siècle : les Anglais qui viennent visiter le site de la bataille de Waterloo s'arrêtent volontiers à Ostende. Le consul d'Angleterre fait construire un des premiers bâtiments sur la digue, le Pavillon Anglais.

### Ostende dans leroyaume de Belgiquede 1830 à 1914

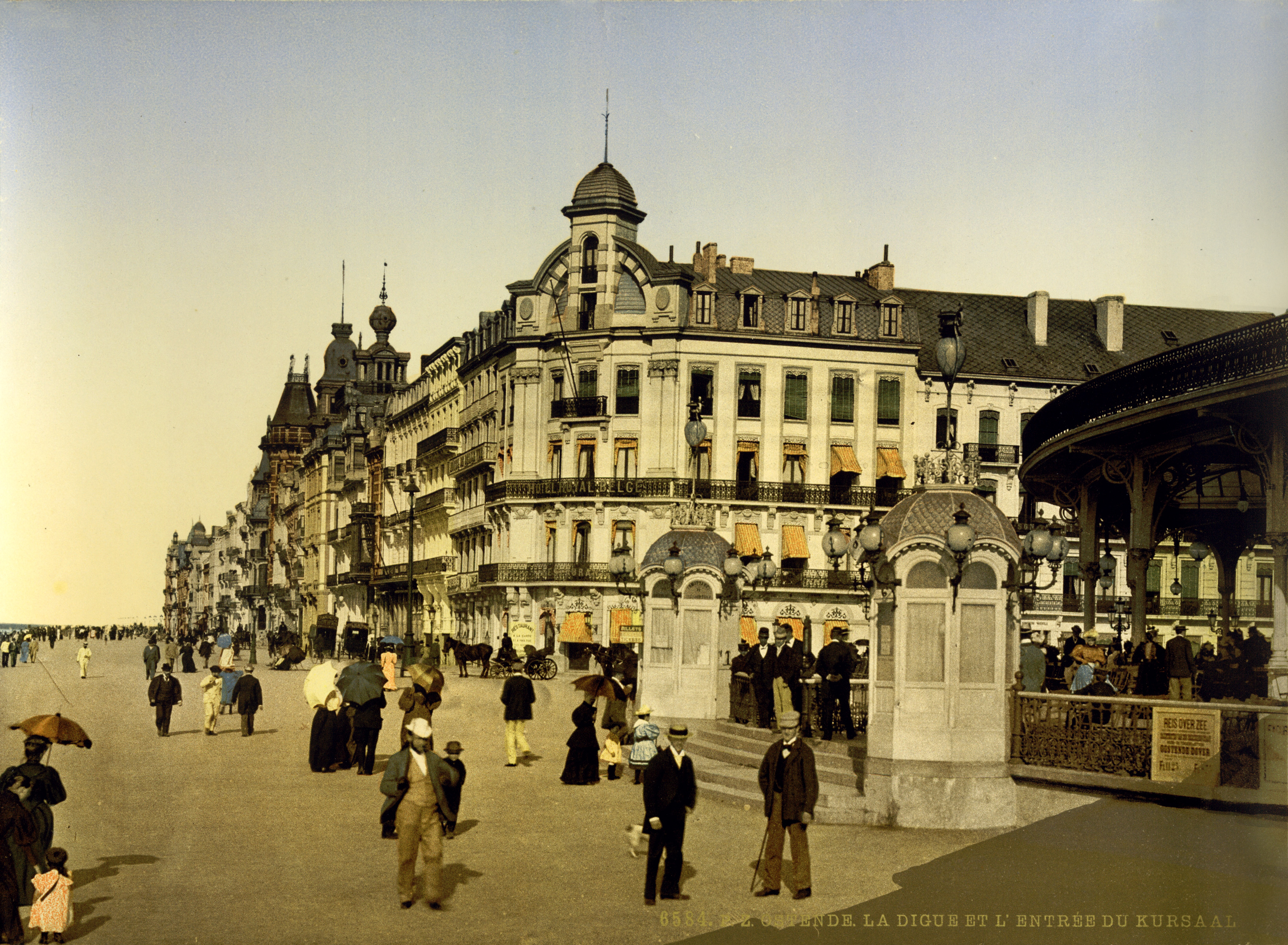
Digue d'Ostende à la Belle Époque.

À partir de 1834, la famille royale belge (établie par la révolution de 1830), manifeste son intérêt pour la station balnéaire : le roi Léopold Ier séjourne régulièrement dans une maison de maître de la Langestraat. La reine Louise-Marie y meurt en 1850. La villégiature royale fait rapidement d'Ostende un endroit à la mode pour la noblesse et la haute bourgeoisie.
En 1839, Ostende est reliée à Bruxelles par le chemin de fer et, en 1846, on inaugure une liaison maritime Ostende-Douvres.
En 1850, l'architecte Henri Beyaert construit le premier Casino-Kursaal d'Ostende : le bâtiment est en bois car, comme tous les bâtiments de la digue, il doit pouvoir être démoli rapidement en cas de guerre.
En 1865, la ville d'Ostende est démilitarisée : une fois les fortifications démolies, la ville se développe rapidement.
Ostende est la résidence d'été du roi Léopold II, féru d'urbanisme, qui marque la ville de son empreinte. En 1905, d’importants travaux sont entrepris, dont l’église Saints-Pierre-et-Paul, le théâtre, le bâtiment de la Poste, le pont Comte de Smet de Naeyer et les Galeries royales.

### Ostende auXXesiècle

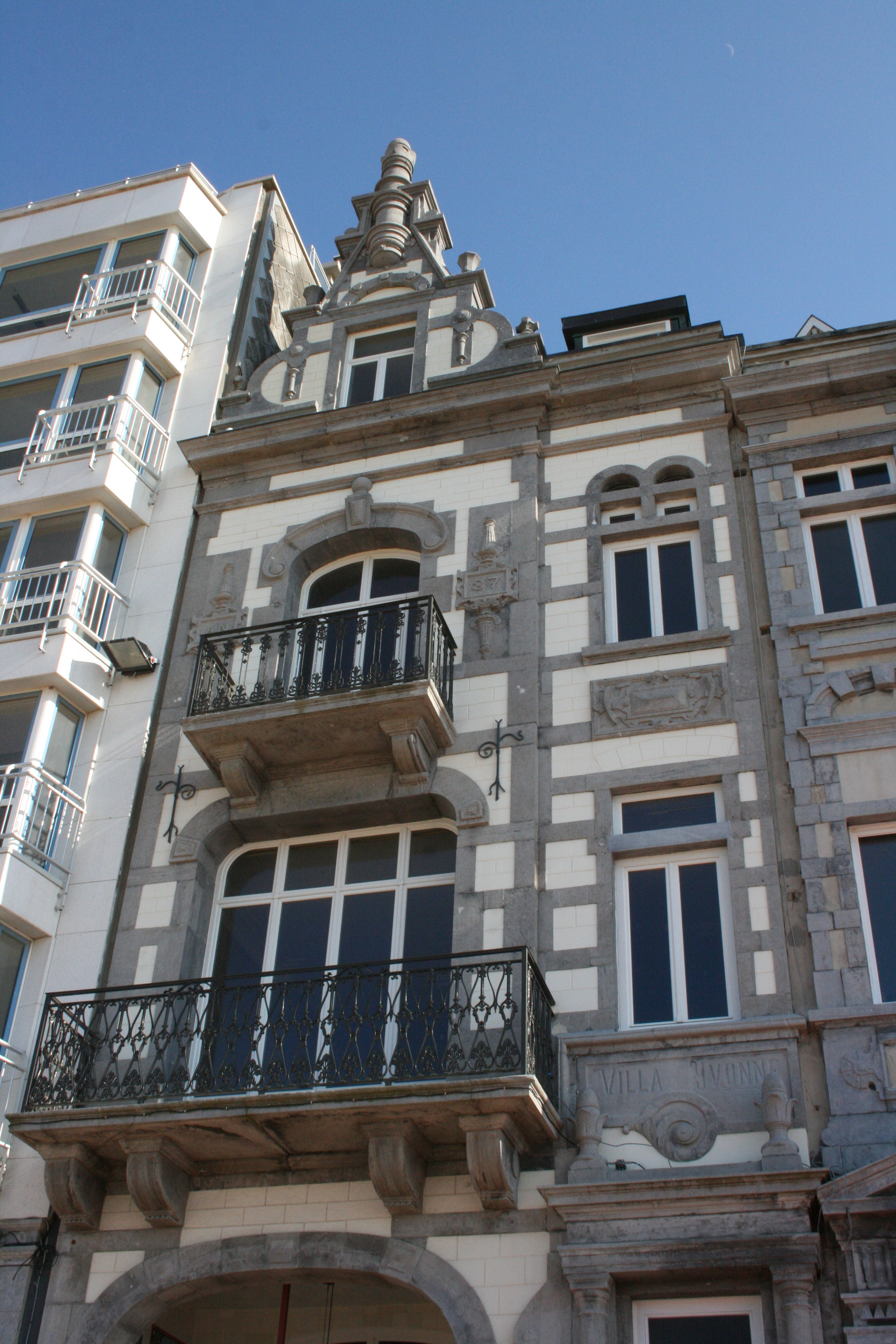
Villa Yvonne

Vers la fin de la Première Guerre mondiale, le 9 mai 1918, Ostende est le théâtre d'une opération britannique : la Royal Navy coule le croiseur HMS Vindictive dans le chenal afin d'entraver la circulation des sous-marins allemands basés à Bruges.
En 1935, apparaissent les premières cabines ou installations de plage à Ostende. Après l'avènement des congés payés en 1936, Ostende s'adapte au tourisme de masse et l'on voit fleurir les pensions bon marché pour les nouveaux estivants, suivis ultérieurement par les immeubles à appartements.
Après la Seconde Guerre mondiale, le rythme des démolitions s'accélère, au point que ne subsistent à Ostende que de rarissimes exemples de villas de la Belle Époque sur la digue : la villa Maritza, classée en 1996, ou encore la villa Yvonne et la villa Simone de l'architecte Antoine Dujardin.
Ostende bénéficie en 1956 de la construction de l'autoroute Bruxelles-Ostende, qui facilite un peu plus l'accès à la « reine des plages[réf. nécessaire] ».
Lors de l'inondation causée par la mer du Nord en 1953, les Pays-Bas sont les plus durement touchés, mais la Belgique n'est pas en reste. C'est à Ostende que le désastre est le plus important. Dans la nuit du 31 janvier au 1er février 1953, la tempête s'attaque à la digue-promenade qui résiste initialement relativement bien à l'assaut des vagues, mais la mer s'engouffre dans la ville, lorsque les bassins du port débordent. Le niveau de l'eau atteint la côte + 7,07 mètres, c'est-à-dire 20 centimètres au-dessus des quais. La tempête provoque d'importants dégâts matériels dans le centre inondé et cause la mort de huit personnes[réf. nécessaire].
La ville d'Ostende est jumelée en 1958 avec Monaco, où l'avenue d'Ostende est la célèbre montée qui relie le port de Monaco à Monte-Carlo et au casino.
En 1970, à l'occasion de la fusion des communes de Belgique, Ostende fusionne avec les communes de Stene et Zandvoorde.

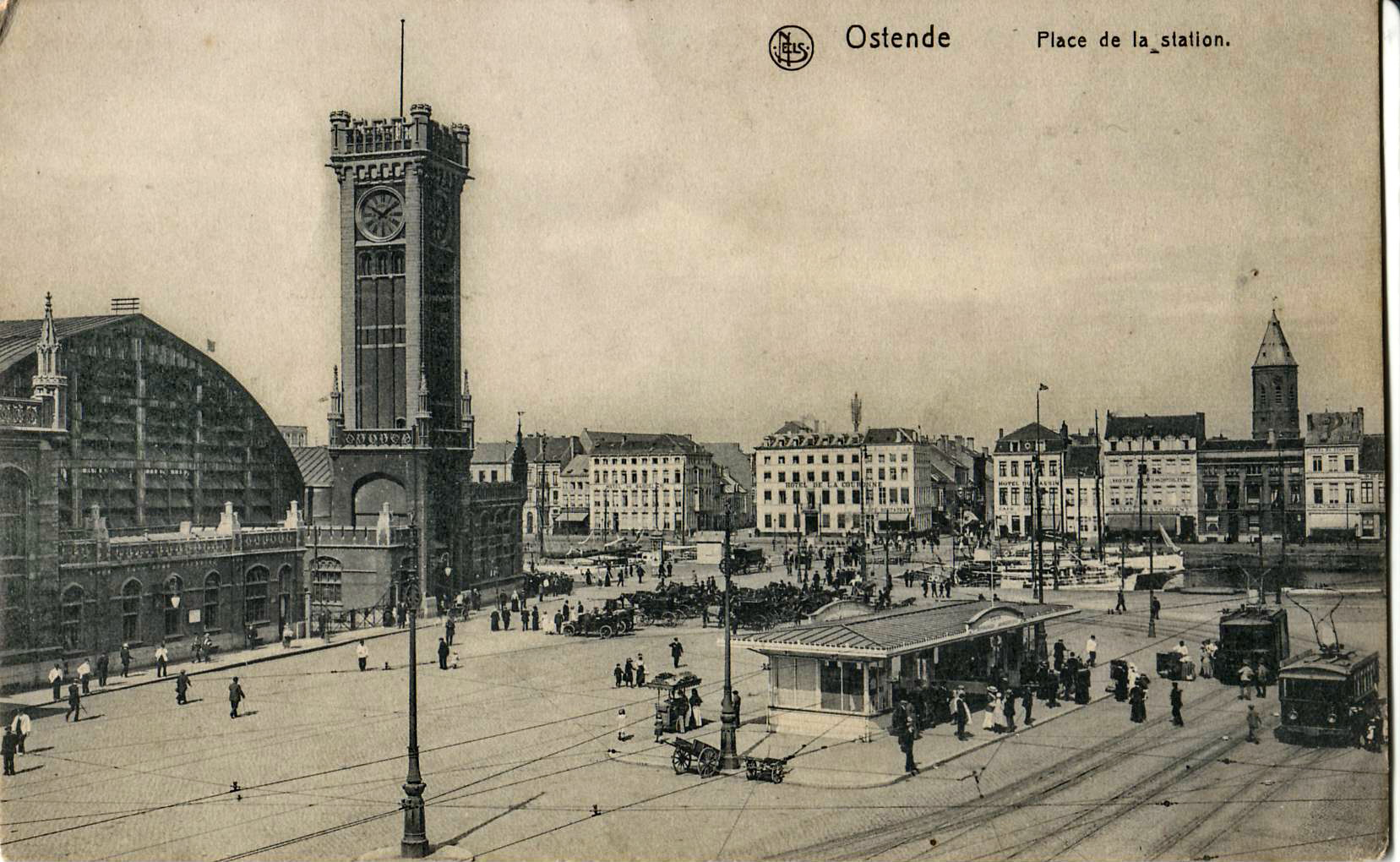
L'ancienne gare d'Ostende-Ville, desservie au début du XXe siècle par de nombreux tramways
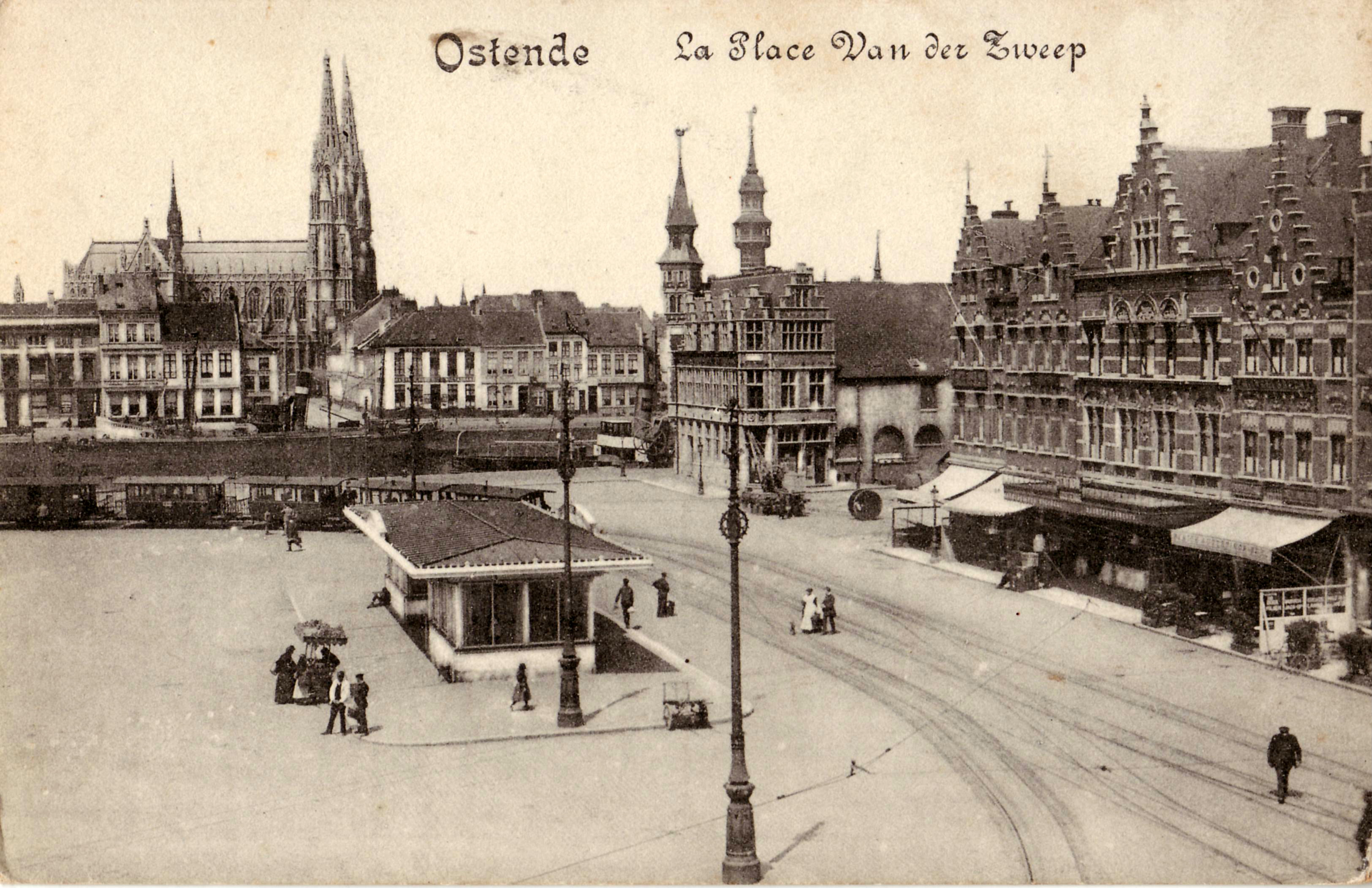
La place Van der Sweep, au début du XXe siècle

## Héraldique
|  | La ville possède des armoiries qui lui ont été octroyées le 5 septembre 1819, les tenants ont été ajoutés en 1838. Ces armes ont été encore augmentées en 1956 et la même composition a été accordée le 3 juillet 1974. Selon la légende, Ostende reçoit comme armoiries une clé en 1267 de Margarethe de Byzance, qui était mariée au comte de Flandre et qui accordait les droits de la ville à cette époque. Saint-Pierre était le saint patron de la nouvelle ville. La ville utilisait sur ses plus anciens sceaux, connus entre 1309 et 1523, l’image de Saint-Pierre tenant deux clés croisées et une petite église. Les contre-seings ne montraient que son bras, tenant deux clés. Des armoiries ont parfois été utilisées avec trois clés, probablement un symbole pour Saint-Pierre et les trois portes de la ville à l’époque. La première utilisation des armes actuelles remonte à une image figurant dans un rouleau d'armes de la fin du XVIe siècle. Sur une carte armoriale de la Flandre de 1616, les armoiries sont également représentées. La position des clés, vers la gauche ou la droite, change légèrement au cours de ces années. Les armoiries actuelles avec toutes les clés tournées vers la droite apparaissent sur les contre-seings de la ville à partir de 1682 et d’autres sceaux. Le chevron provient des armoiries du chevalier du haut Moyen Âge Wouterman van Gent, shérif / gouverneur de la région de Woutermansambacht de la région de Franc de Bruges à laquelle appartenait à l'origine la paroisse d'Ostende. Ses armoiries étaient encore utilisées par le Woutermansambacht au XVIe siècle. La raison par laquelle à la fin du XVIe siècle, les clés ont été soudainement combinées avec les armes de la région à laquelle la ville appartenait 400 ans plus tôt, n'a pas été trouvée. La couronne n'a été ajoutée qu'en 1819, ce qui était courant pour les villes représentées dans le gouvernement provincial de l'époque. Le triton et la sirène ont été ajoutés en 1838. Un triton n’a été utilisé historiquement qu’une fois sur un sceau de 1517. Il n'y a pas d'images disponibles de ce sceau, seulement une description. On ne sait donc pas si le sceau a effectivement été utilisé et si le triton a été perçu comme un tenant commun. En 1838, la sirène a été ajoutée pour la symétrie et n’a pas de signification historique. Le triton et la sirène indiquent l'importance de la ville en tant que port et ville de pêcheurs. En 1951 la ville reçoit la Croix de guerre 1940-1945, elle est ajoutée aux armoiries en 1956, ainsi que d'autres attributs relatifs à la voile et à la pêche. Les armoiries sont restées inchangées après les ajouts de 1971, mais en 1995, le Conseil héraldique flamand a proposé à la ville de remplacer la couronne par une couronne murale afin d'indiquer le statut de la ville. La ville, cependant, a voulu garder la couronne maintenant historique de 1819. Blasonnement : D'or au chevron de sable accompagné de trois clefs du même, celles du chef affrontées et celle de la pointe contournée. L'écu sommé d'une couronne d'or à cinq fleurons. Tenants: À dextre un triton au naturel, tenant de la dextre une épée d'argent à la garde d'or; À sénestre à une sirène également au naturel, tenant de la sénestre un miroir d'or. Le tout placé sur une mer d'azur et décoré de la croix de guerre 1940-1945 avec palme. une ancre d'or issant de la pointe de l'écu à une chaine d'argent placée sous un filet au naturel, entourant un trident et une jetée de pêche posés en sautoir, le tout d'or. Source du blasonnement : Heraldy of the World. |

## Géographie

### Sections de la commune
| # | Section           | Superf. (km²) | Habitants (2020) | Habitants par km² | Code INS   |
| - | ----------------- | ------------- | ---------------- | ----------------- | ---------- |
| 1 | Ostende (I-II-VI) | 19,51         | 52.384           | 2.685             | 35013A-B-F |
| 2 | Zandvoorde (III)  | 11,10         | 3.493            | 342               | 35013C     |
| 3 | Stene (IV&V)      | 7,01          | 15.734           | 2.246             | 35013D-E   |

### Localités
Vuurtorenwijk (II), Stene-Dorp (IV), Konterdijk (V), Mariakerke (VII), Raversijde (VIII)

### Communes limitrophes
| - a. Bredene (gemeente Bredene) - b. Oudenburg (stad Oudenburg) - c. Snaaskerke (stad Gistel) - d. Leffinge (gemeente Middelkerke) - e. Middelkerke (gemeente Middelkerke) |

### Relief et hydrographie
Il s'agit d'un relief de « plat pays », dans lequel un littoral de dunes et de plages prolonge une plaine de très basse altitude. La plage d'Ostende est longue de neuf kilomètres.
Du fait de son type de relief, la ville est d'ici à quelques décennies, menacée, comme l'ensemble des basses terres des Pays-Bas et de la Belgique, par la montée du niveau de la mer due au réchauffement climatique global.

### Transports et communications
Ostende est desservie par

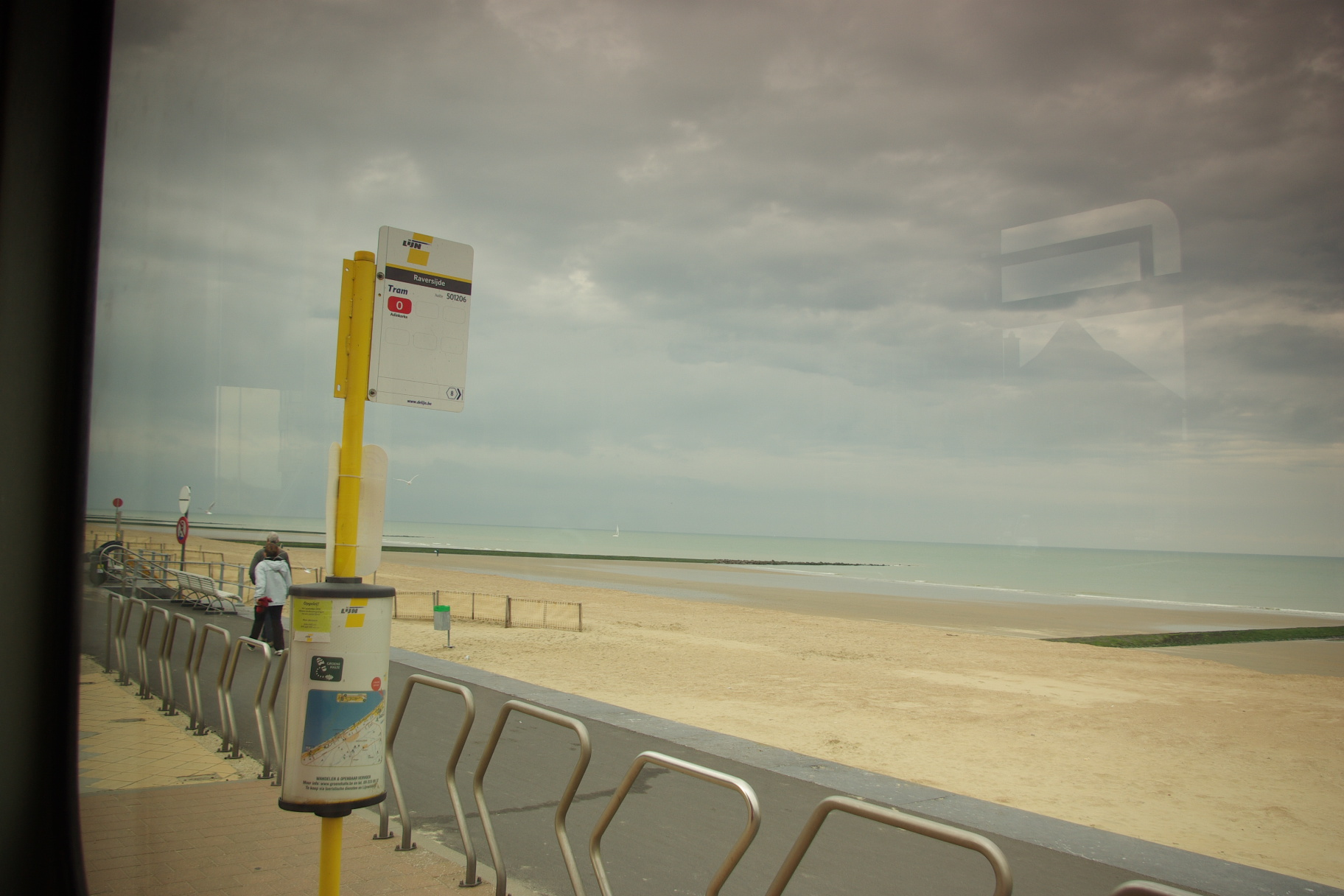
Station Raversijde du tramway de la côte belge, à Ostende

- le tramway de la côte belge, qui comporte dix stations sur le territoire de la commune ; il parcourt 70 km de La Panne, où il est en correspondance avec les autobus de Dunkerque, à Knokke-Heist, près de la frontière des Pays-Bas.
- plusieurs trains IC
- l'autoroute A10 vers Bruges, Gand et Bruxelles avec un embranchement avant Bruges vers Nieuport, Dunkerque et Calais (E40)
- quelques lignes commerciales aériennes utilisent l'aéroport d'Ostende-Bruges (code AITA : OST).

### Climat
Ostende se trouve dans la zone du climat océanique, qui, en Europe, concerne les zones littorales du golfe de Gascogne à la Norvège, en raison du courant chaud issu du Gulf Stream, la dérive nord-atlantique de direction sud-est-nord-ouest.
En ce qui concerne les températures :
- Les hivers sont doux (il gèle rarement), en raison de l'inertie thermique de la mer, qui refroidit moins vite que le continent. Le mois le plus froid est le mois de janvier.

- Les étés sont frais (température moyenne mensuelle inférieure à 20°), car la mer se réchauffe moins vite que les continents. Le mois le plus chaud est août.

- Au printemps, la température monte moins vite qu'à l'intérieur du continent ;

- En automne, la température chute moins vite qu'à l'intérieur du continent. C'est le mois de novembre qui subit la plus forte chute (4 à 5 degrés de moins par rapport au mois d'octobre).

Les précipitations sont abondantes toute l'année, y compris en été (contrairement aux étés méditerranéens). La moyenne annuelle des précipitations est de 654 mm, le mois le plus arrosé est août (71 mm) et le moins arrosé est avril (36 mm).

### Environnement
L'environnement marin a été fortement modifié par la pêche au chalut, qui a notamment fait disparaitre les anciens bancs d'huitres sauvages autrefois présents tout le long des côtes de la France à la Norvège).
L'environnement terrestre a été presque entièrement anthropisé.
La qualité de l'air varie beaucoup selon la direction des vents. Des mesures quotidiennes faites à Ostende dans l'air, de mai 1972 à avril 1977, des taux de plomb, zinc, cadmium, baryum, vanadium, nickel, manganèse, cuivre, chrome et fer ont montré que le vent d'est et sud-est amenait l'air le plus pollué, alors qu'un vent de nord-ouest apportait l'air le plus propre à la ville et à la côte belge. Le trafic maritime semble assez éloigné de la côte pour que ses effets sur l'air se fassent moins sentir qu'à proximité des grands ports plus au nord ou au sud.

## Démographie

### Évolution démographique: Avant la fusion des communes
- Sources : INS, Rem. : 1831 jusqu'en 1961 = recensements[14].

### Évolution démographique: Commune fusionnée
En tenant compte des anciennes communes entraînées dans la fusion de communes de 1977, on peut dresser l'évolution suivante:
- Source: DGS , de 1831 à 1981=recensements population; à partir de 1990 = nombre d'habitants chaque 1 janvier[15]

## Économie
- L'entreprise japonaise Daikin a implanté son siège européen et une usine à Ostende en 1993.
- Le port d'Ostende est resté un port de pêche et d'arrivée de produits de la mer. Il est encore utilisé par des paquebots de passagers et cargos-mixtes.
- La Société nationale des chemins de fer belges (SNCB) possède à Ostende des ateliers d'entretien où ont été restaurés, en 1984-1986, des wagons-lits de la Compagnie des wagons-lits.

## Administration et vie politique
- Liste des maires d'Ostende

## Culture et patrimoine

### Musées

#### Musée des beaux-arts

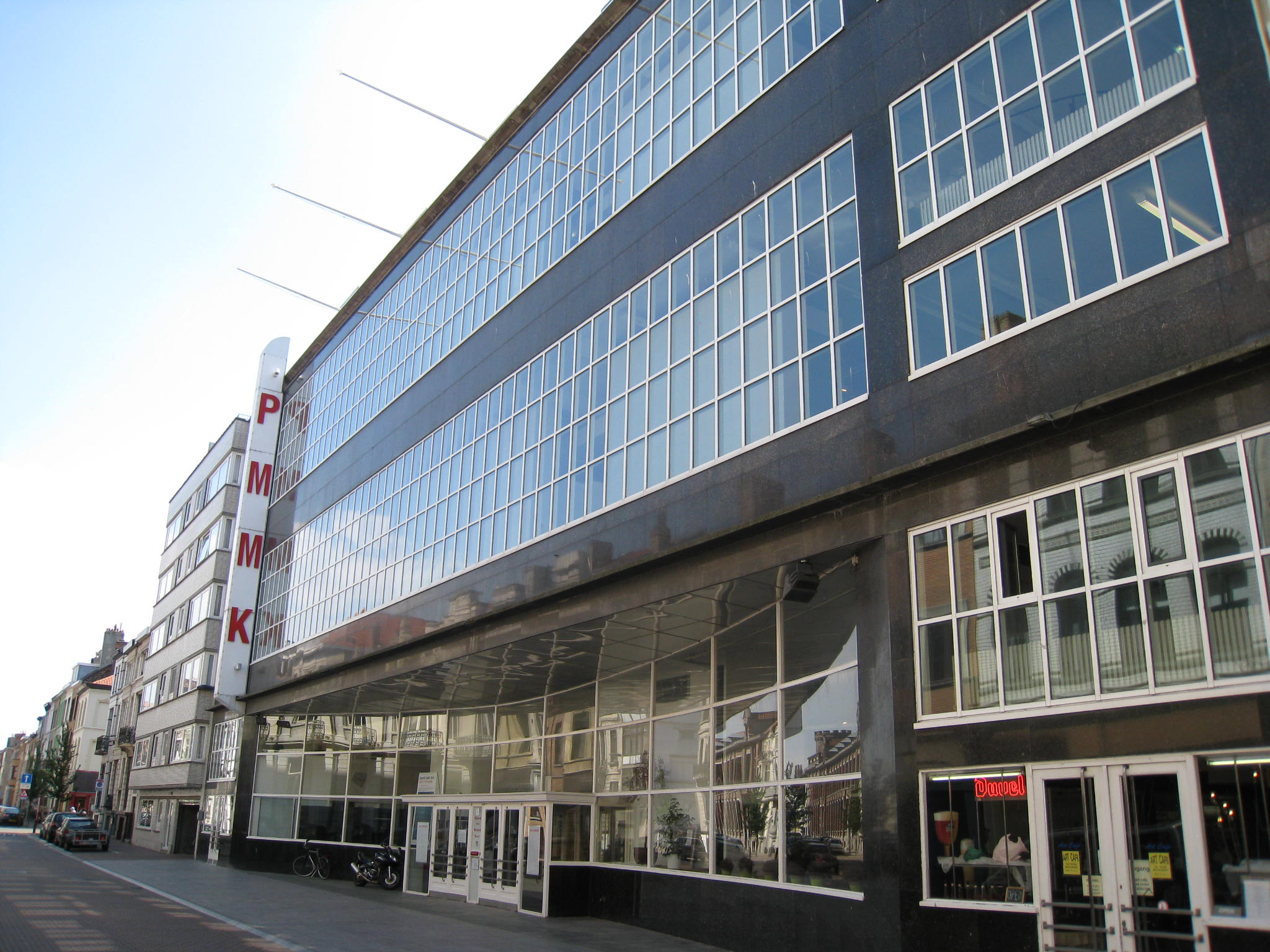
Ancien PMMK construit par Gaston Eysselinck, actuel Mu.Zee, Romestraat 11, Ostende

Inauguré en 2009, le Kunstmuseum aan Zee, en abrégé Mu.Zee, est un musée né de la fusion de deux musées existants : le Museum voor Schone Kunsten (musée des Beaux-Arts) d’Ostende et le Provinciaal Museum voor Moderne Kunst (PMMK). Sur 14 000 m2, il présente au visiteur un éventail de l’art belge de 1830 à nos jours avec notamment des œuvres de James Ensor, Willy Finch, Léon Spilliaert, Constant Permeke, Jean Brusselmans, Marie-Antoinette Marcotte ou encore Paul Delvaux.

#### Le bateau-muséeMercator
Le Mercator est un trois-mâts, navire-école des officiers de la marine marchande belge de 1932 à 1960. Ce navire a notamment ramené le corps du Père Damien en Belgique.
Aujourd’hui, le Mercator, conservé dans son état d’origine, est un musée nautique qui abrite une série d’objets exotiques rapportés des croisières.

#### Le bateau-muséeAmandine

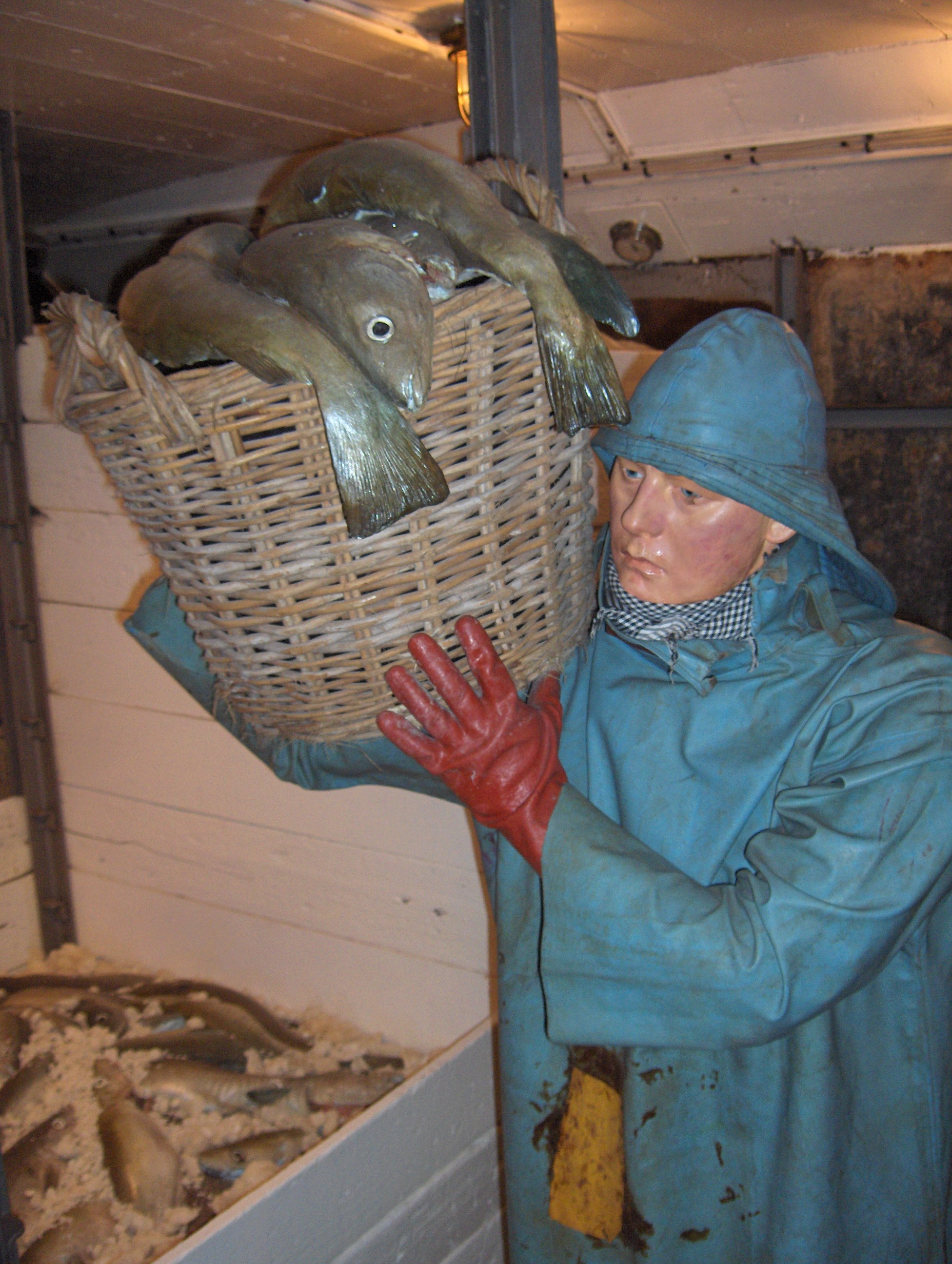
Intérieur de l'Amandine

Le O.129 Amandine, construit en 1961, est un chalutier de 36 mètres qui a « bourlingué » dans les mers islandaises jusqu'en 1995 avec son équipage de courageux pêcheurs. Après quatre jours de navigation, l’Amandine, son capitaine et ses hommes ramassaient dans leurs filets (dans ces eaux islandaises alors les plus riches au monde en poissons) jusqu’à 10 tonnes de poissons par jour (pour une campagne de pêche d'environ trois semaines). Le poisson était vidé sur place et placé dans des cales avec de la glace afin qu'il reste frais.
Les conditions étaient parfois très rudes et le repos bien mérité après 18 heures de travail acharné. On peut découvrir tout cela en visitant l’Amandine au quai des Pêcheurs. Ce bateau, devenu musée, offre une approche pédagogique de la vie d’un chalutier.

#### Musée De Plate
Le musée De Plate est consacré à l’histoire et aux coutumes locales ostendaises ainsi qu’à la pêche et à la navigation (plate signifie « plie » en dialecte ostendais). Il occupe la maison de maître du XVIIIe siècle située au Langestraat 69, qui est la première résidence royale d’Ostende. Le premier étage renferme la chambre mortuaire de Louise d'Orléans, première reine des Belges, décédée en octobre 1850.

#### Domaine de Raversyde
En 1902, le roi Léopold II, séduit par le caractère champêtre de l'endroit, acquit le noyau du futur domaine royal de Raversyde. Il y fit construire par l'architecte norvégien Ivar A. Knudsen un « chalet norvégien », dont l'existence est éphémère : pendant la Première Guerre mondiale, il est démoli par les Allemands. Après la mort de Léopold II en 1909, le roi Albert Ier et sa famille séjournèrent fréquemment à Raversyde. En 1913 il y accueillit l'archiduc François-Ferdinand d'Autriche et son épouse, qui seront assassinés à Sarajevo en 1914. En 1930, son fils le Prince Charles est à son tour séduit par le site et acheta plusieurs parcelles. Cependant, l'ancien domaine royal de Raversyde de Léopold II restait la propriété de la Donation royale. Le prince Charles en obtint l'usufruit et y habita jusqu'en 1940. Pendant la Deuxième Guerre mondiale, le domaine fut à nouveau fortifié par les Allemands. En 1949 le prince Charles conclut un accord avec la Donation royale à propos du domaine de Raversyde, où il vint s'y établir définitivement après avoir exercé la régence. En 1981, il vend le domaine à l'État belge. Repris en charge par la province de Flandre Occidentale, le domaine fut ouvert au public en 1992. Le domaine Raversyde est divisé en trois parties :

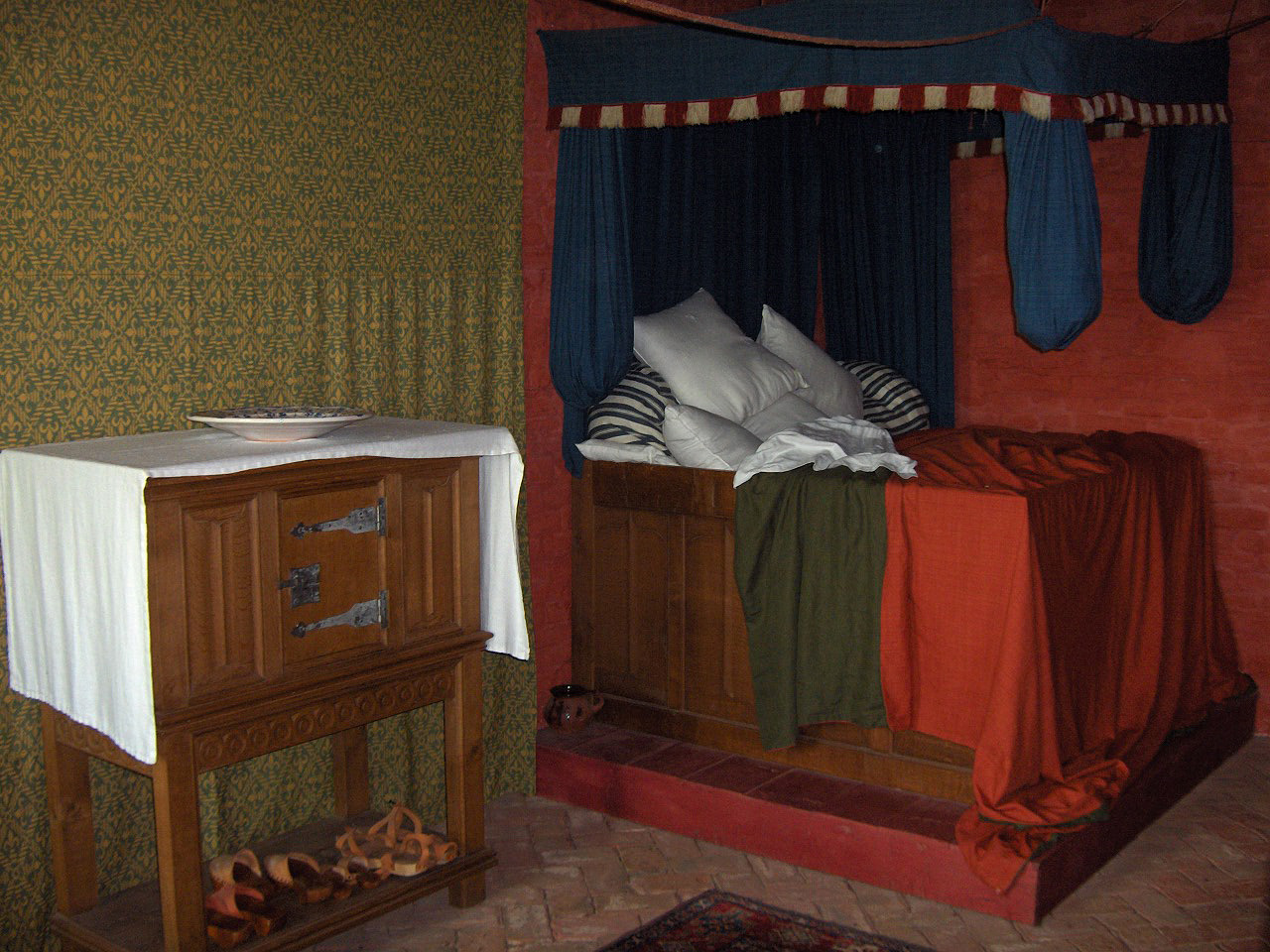
Intérieur d’une maison médiévale reconstituée à Walraversijde

- Walraversyde : Il s’agit d’un site archéologique qui a fait l’objet de fouilles depuis 1992 : on y a retrouvé les vestiges d’une vingtaine de maisons d’un village datant du XIIIe au XVe siècle. Quatre maisons médiévales ont été reconstituées.
- Memoriaal Prins Karel : C’est la propriété dans laquelle le prince Charles a vécu à partir de 1950. On y trouve sa maison, ses collections et ses peintures. Dans la salle flamande, on retrace la vie du prince Charles dans une exposition biographique.
- Atlantikwall (musée du mur de l'Atlantique) : C’est un ensemble de fortifications côtières des deux guerres mondiales – la batterie Aachen (1915) et la batterie Saltzwedel neu (1941), qui est incorporée au Mur de l'Atlantique – comprenant plus de 60 constructions et deux kilomètres de souterrains.

#### Demeure de James Ensor
La demeure du peintre a été restaurée en musée. Dans son salon-atelier d’origine, on retrouve de nombreux objets et meubles qui apparaissent dans ses tableaux.
Le rez-de-chaussée appartenait à sa tante qui y tenait un magasin de souvenirs, que vous pouvez observer dans la vitrine et sur tout cet étage.

#### Vue panoramique

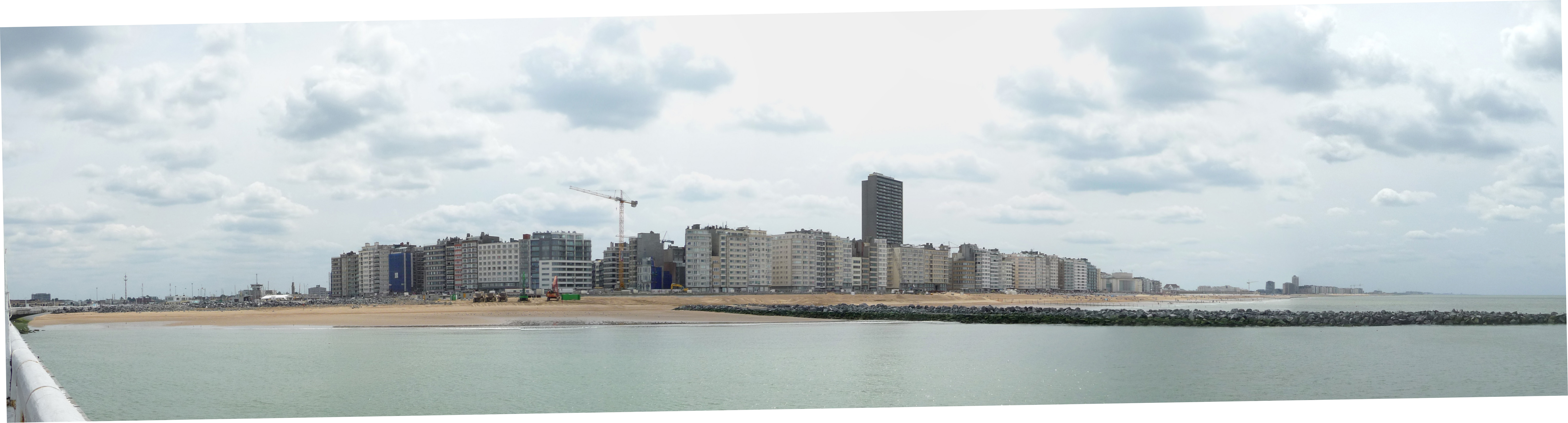
Vue panoramique prise depuis la jetée

### Monuments et lieux touristiques

#### Église Saints-Pierre-et-Paul

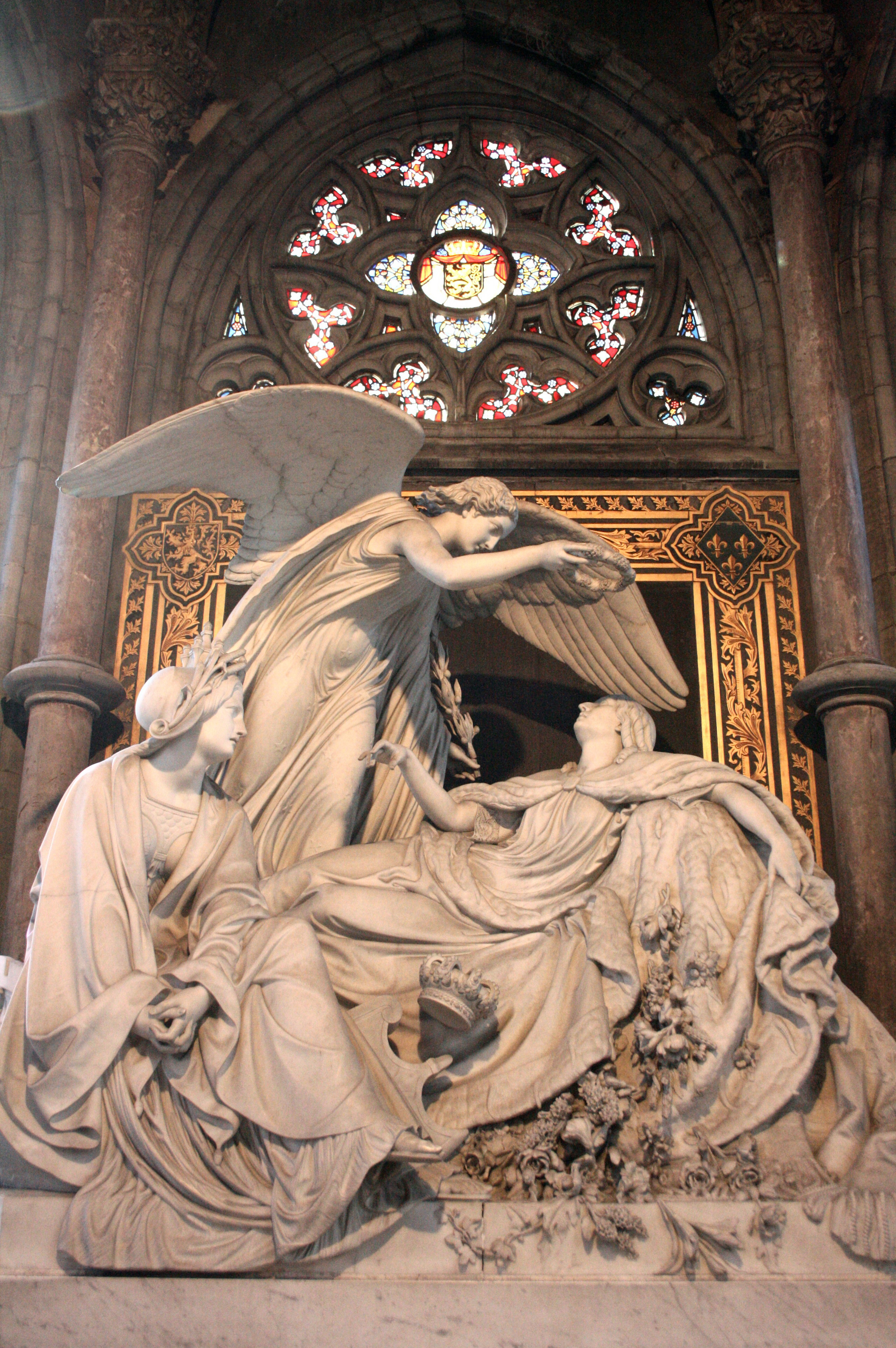
Église Saints-Pierre-et-Paul: le mausolée de la reine Louise-Marie

Œuvre de l'architecte Louis de la Censerie, cette église dédiée aux saints Pierre (apôtre) et Paul (de Tarse) est un édifice de style néo-gothique, qui remplace l’ancienne église Saint-Pierre, détruite par un incendie en 1896, et dont il ne subsiste qu’une tour populairement appelée Peperbusse (la « Poivrière »). Elle possède de remarquables vitraux contemporains de Michiel Martens. Derrière l'église une chapelle abrite le mausolée de Louise-Marie, première reine des Belges, décédée à Ostende en 1850. Le mausolée est l'œuvre de Charles-Auguste Fraikin

#### Onze-Lieve-Vrouw-ter-Duinenkerk
L'église Onze-Lieve-Vrouw-ter-Duinen (Notre-Dame des Dunes) à Mariakerke est une église médiévale maintes fois reconstruite et restaurée. Elle possède un intéressant mobilier rococo. Le peintre James Ensor repose dans le cimetière qui entoure l'édifice.

Peintures d'Albert Baetsoen
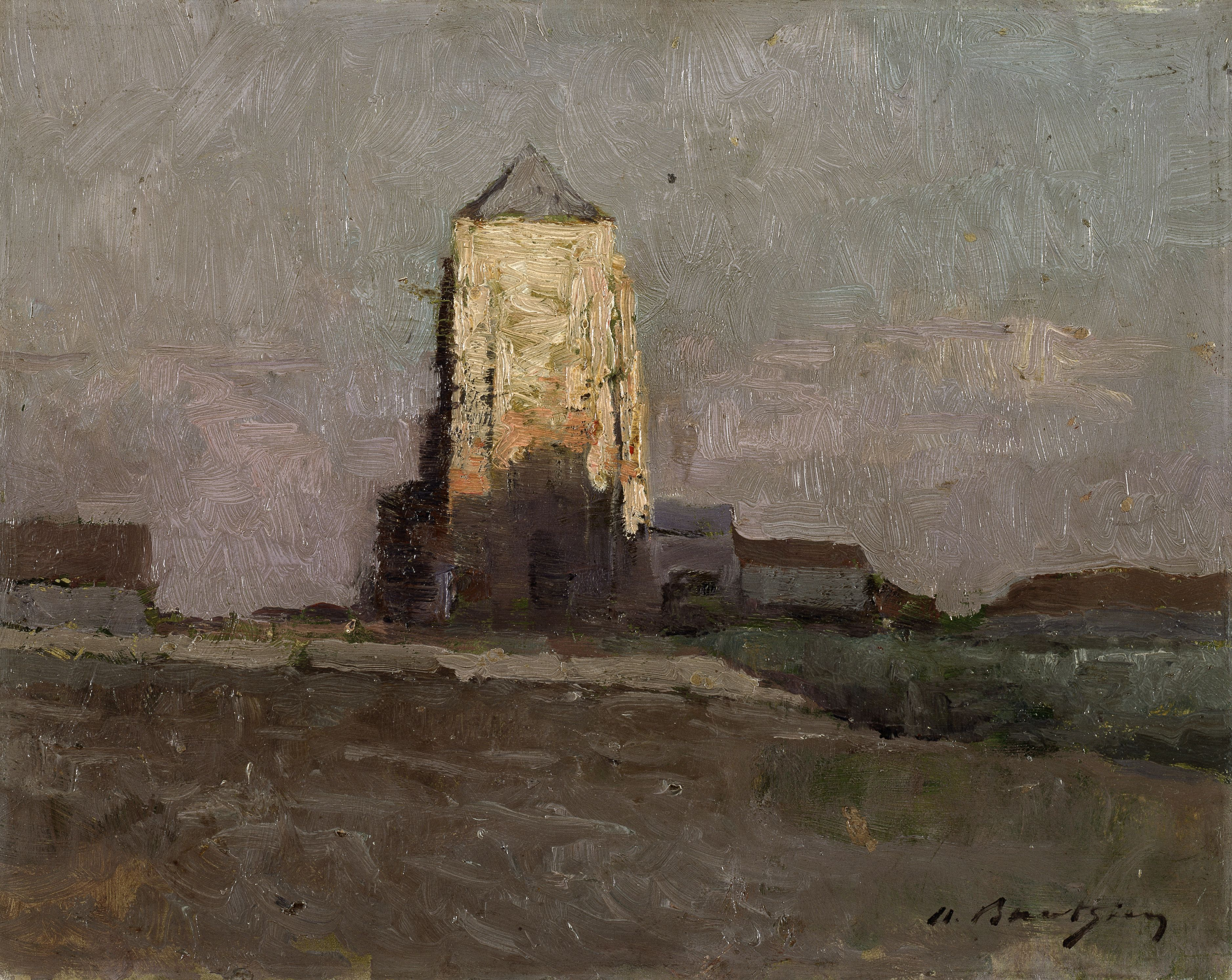
L'Église de Mariakerke (Ostende), 1892 Musée des Beaux-Arts de Gand
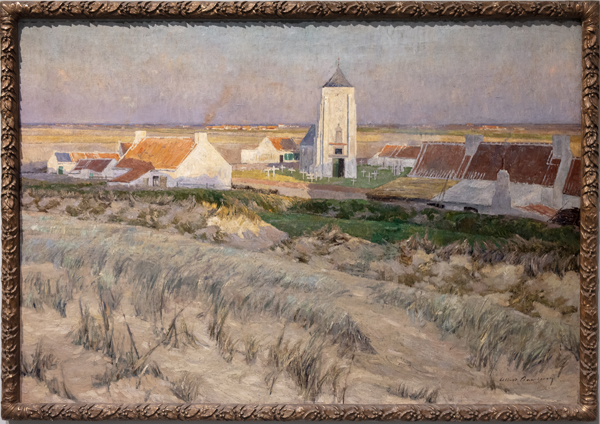
L'Église des dunes de Mariakerke, vers 1891 Collection privée

#### Fort Napoléon

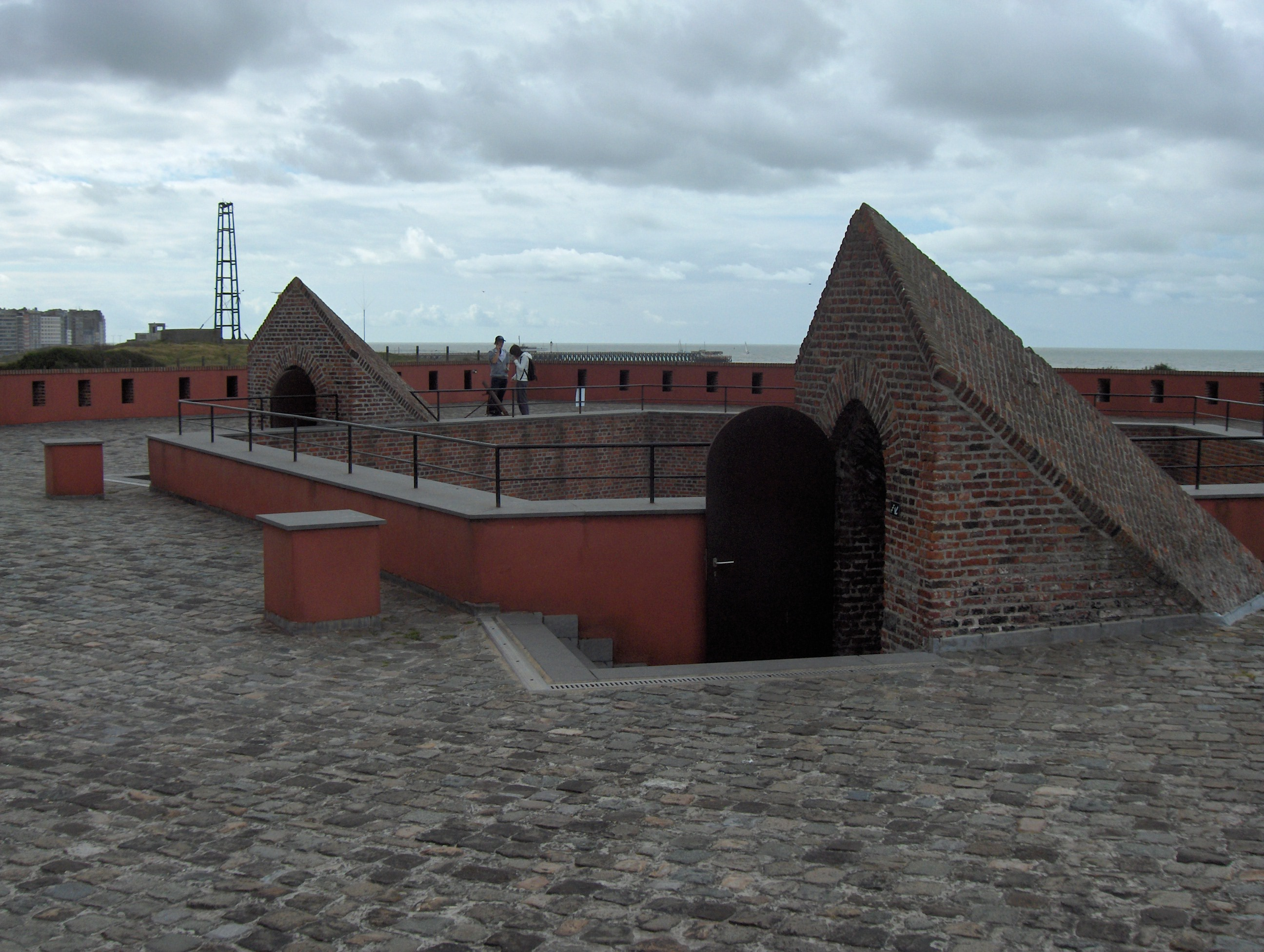
Fort Napoléon

Dans les dunes à l’est du chenal du port se trouve le Fort Napoléon, construit sous le règne de Napoléon Ier de 1811 à 1814 par des prisonniers de guerre espagnols afin de se protéger des attaques anglaises. Ostende et la Belgique faisant partie de l'empire de France.

#### Casino d'Ostende

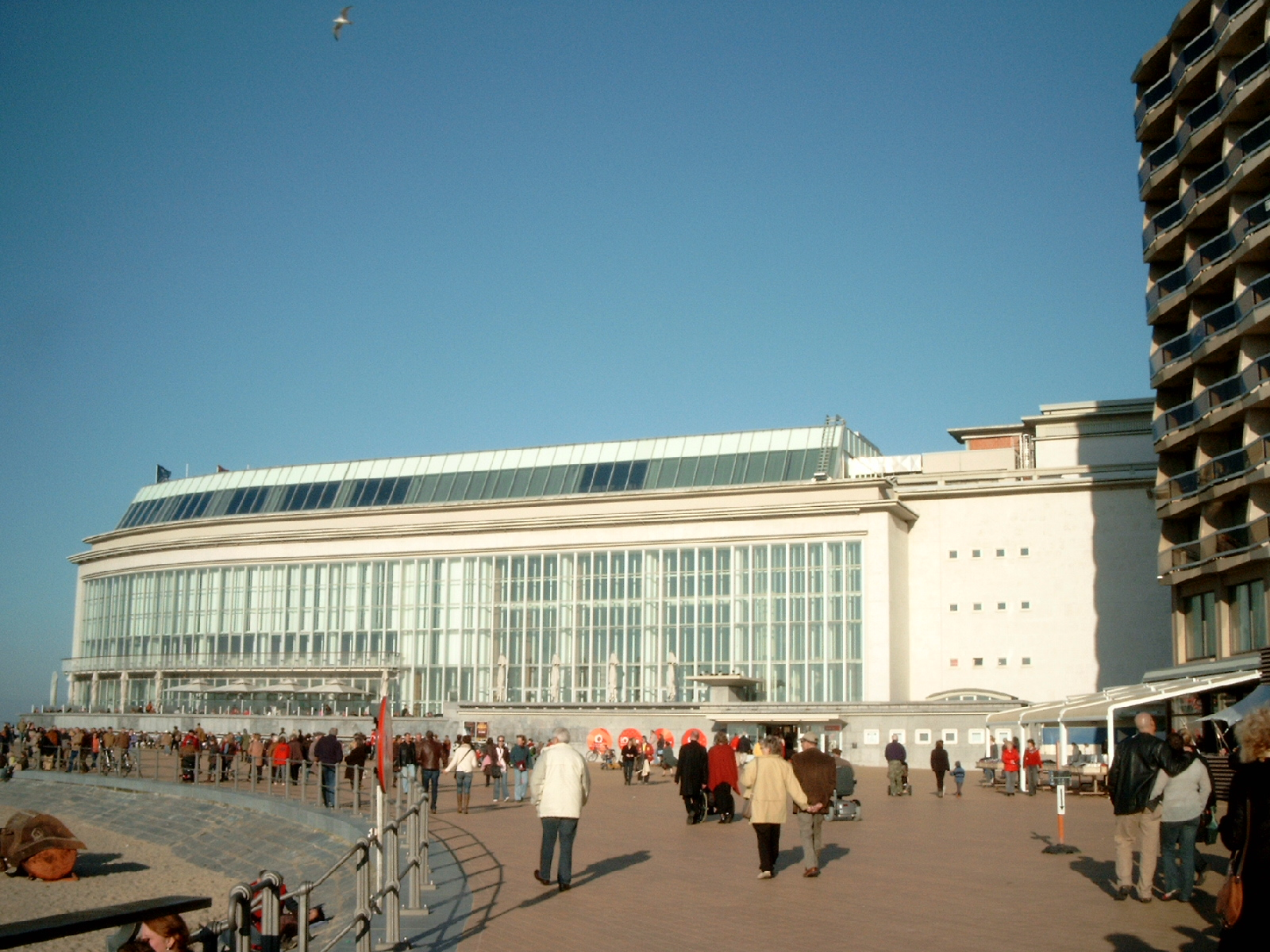
Casino-Kursaal d’Ostende.

La ville d’Ostende abrite le plus grand casino de Belgique. Le Casino-Kursaal, construit en 1953 par l’architecte Léon Stynen, n’est pas seulement une salle de jeux mais également un lieu culturel. Complètement rénové, il dispose d’un auditorium/salle de concerts de 2 200 places. L'entrée est surmontée d'une œuvre en bronze du sculpteur expressionniste Oscar Jespers, Les Quatre Éléments.

#### Autres
- L'église des Capucins ;
- Les galeries royales
- Le jardin japonais ;
- L'horloge florale
- L'hippodrome ;

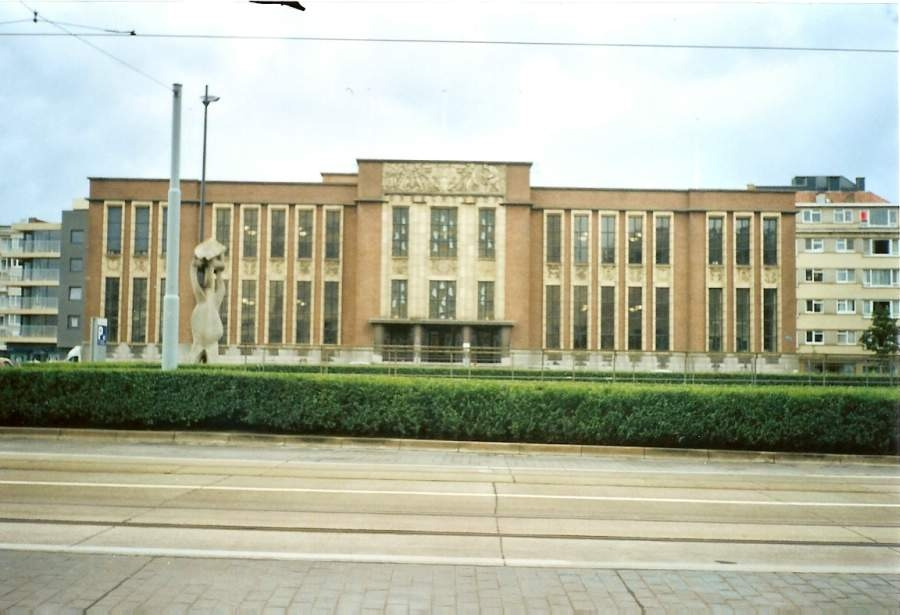
Palais de justice à Ostende (1938) par les architectes Ostendais S. Smis et M. Van Coillie. En style « classiciste moderne » dans le genre de la gare de Bruges de J. Van Kriekinge (1936).

- Le phare d'Ostende, connu sous le nom de « Lange Nelle » ;
- Le kiosque (1895) sur la Wapenplein (« Place d’Armes » en français) ;
- Le palais de justice ;
- Le monument à Léopold Ier, une œuvre de Jacques de Lalaing ;
- Le monument à Léopold II.
- La Synagogue d'Ostende
- Liste des monuments historiques d'Ostende

### Évènements

#### Le bal du Rat mort

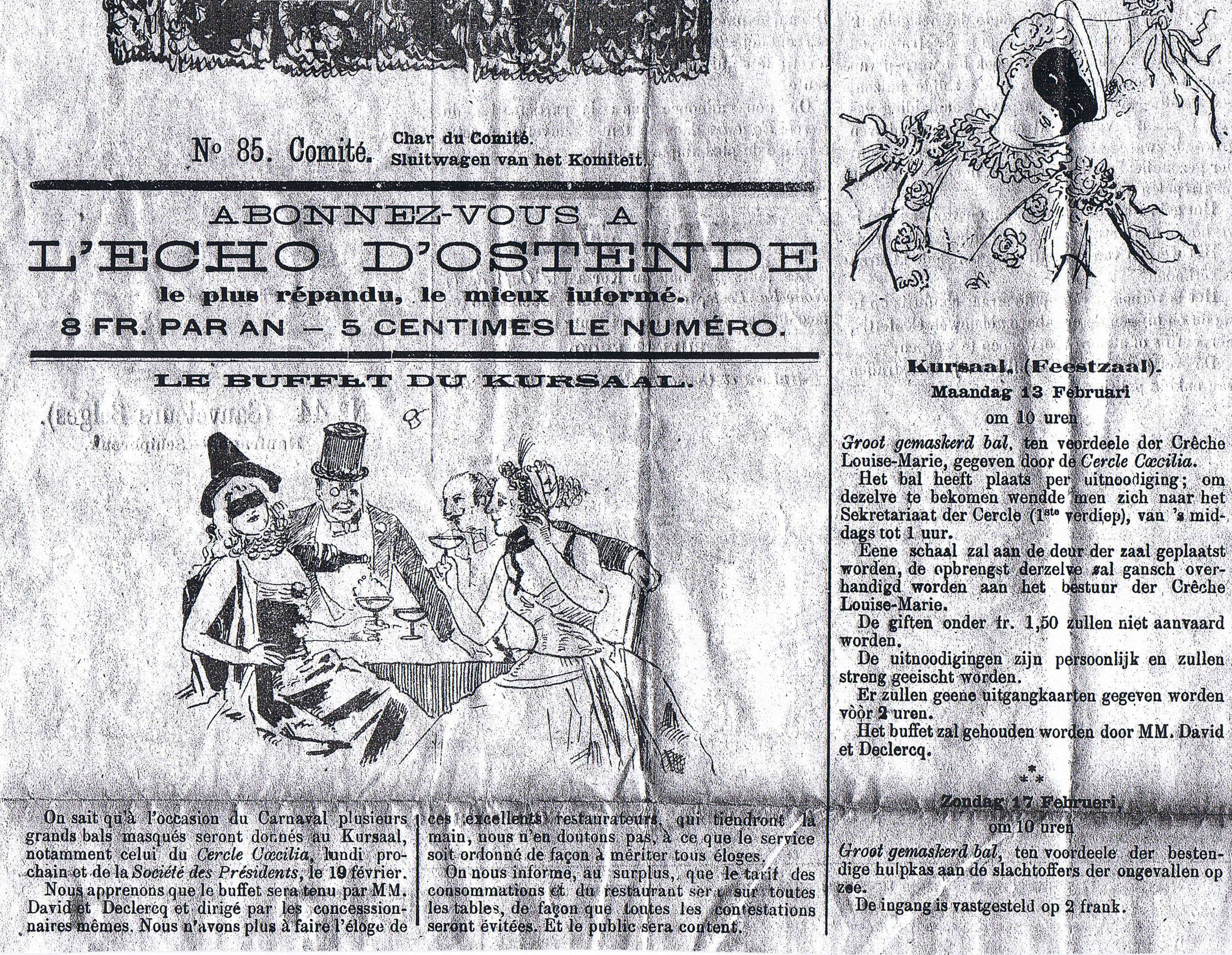
Annonce du Bal du Rat mort

Le bal du Rat mort est un bal masqué et costumé qui constitue le point d’orgue du carnaval d’Ostende et qui a été organisé pour la première fois au Casino-Kursaal le 21 février 1898 à l’initiative d’une bande de joyeux membres du Cercle Cœcilia, parmi lesquels James Ensor. Le lendemain du bal a lieu le kloeffenworp (« jet de sabots » en néerlandais) : du balcon du Feest- en cultuurpaleis sur la Wapenplein, on jette à la foule des bonbons en forme de sabots.

#### Paulusfeesten
Au mois d’aout, le quartier autour de l'église Saints-Pierre-et-Paul est pendant une semaine le lieu de concerts et d’animations qui attirent chaque année un public plus nombreux. Les Paulusfeesten existent depuis 1972.

#### Ostende à l'ancre (Oostende Voor Anker)
Ce festival de navigation et du patrimoine maritime rassemble chaque année le dernier weekend de mai de vieux gréements et d'autres bateaux de différents pays.

## Sports
Grâce à ses rouleaux, la plage est devenue un lieu de surf très fréquenté.
Au niveau du football, le KV Ostende évolue en Jupiler Pro League au stade du Albertparkstadion situé à Ostende.
en plus du football, Ostende évolue également en Division 1, dans un autre sport, en Basket-ball, le BC Telenet Oostende, club très réputé compte 13 titres de champion et 11 coupes, il évolue actuellement au Sleuyter Arena
Les clubs cités évoluent au plus haut niveau de leur sport, soit en division 1.
| Club                   | Sport              | Fondé en | Ligue              | Stade              |
| ---------------------- | ------------------ | -------- | ------------------ | ------------------ |
| Clubs masculins        |                    |          |                    |                    |
| BC Ostende             | Basket-ball        | 1970     | BNXT League        | Dôme               |
| KV Ostende             | Football           | 1905     | Pro League         | Albertparkstadion  |
| West-Vlaanderen Tribes | Football américain | 1989     | Division 1         | terrain 23 Schorre |
| Clubs féminins         |                    |          |                    |                    |
| Hermes Volley Oostende | volley-ball        | 1955     | Division d'honneur | Mr. V. Arena       |

## Personnalités

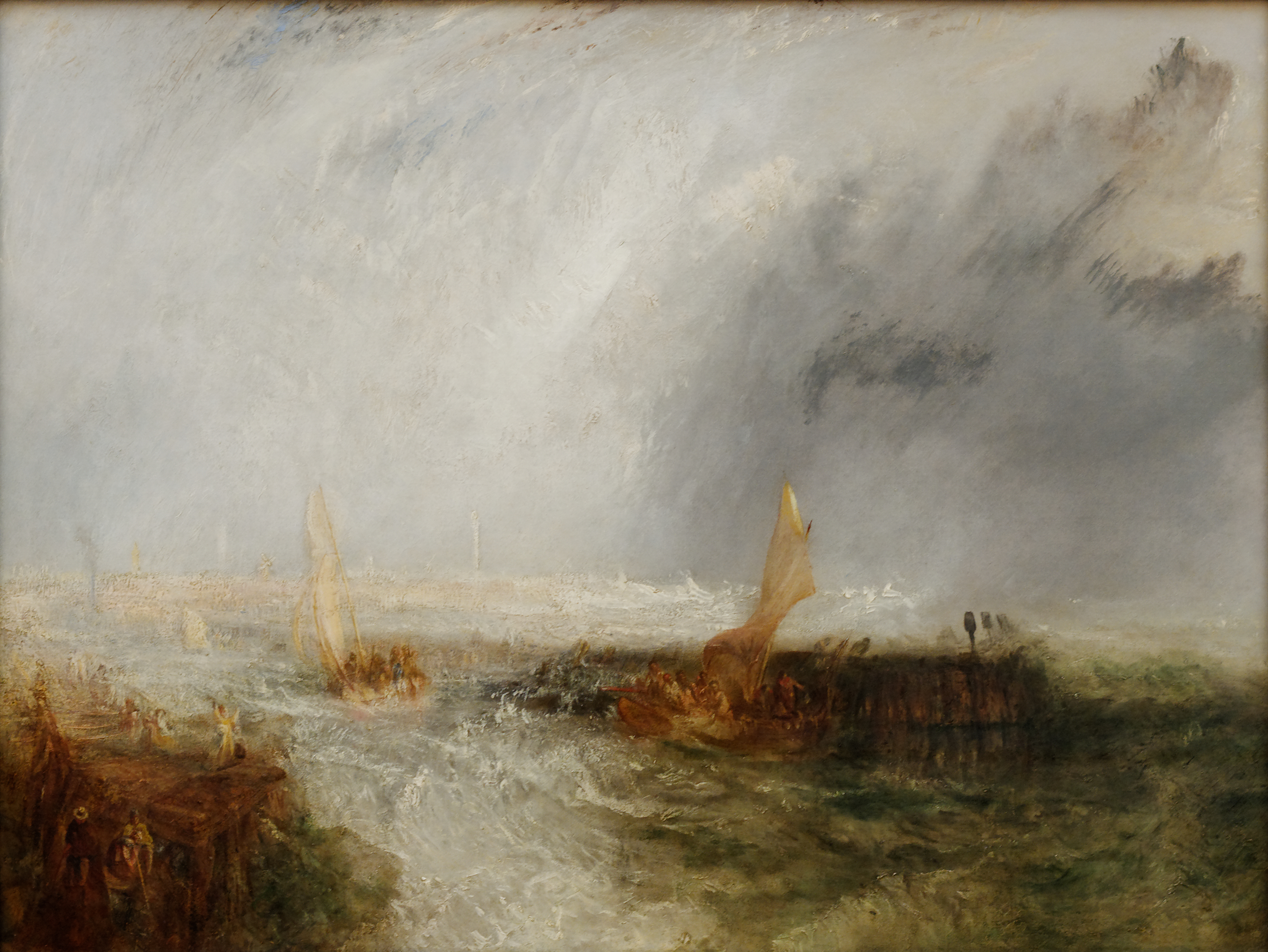
Ostende, Joseph Mallord William Turner (1844).

### Artistes

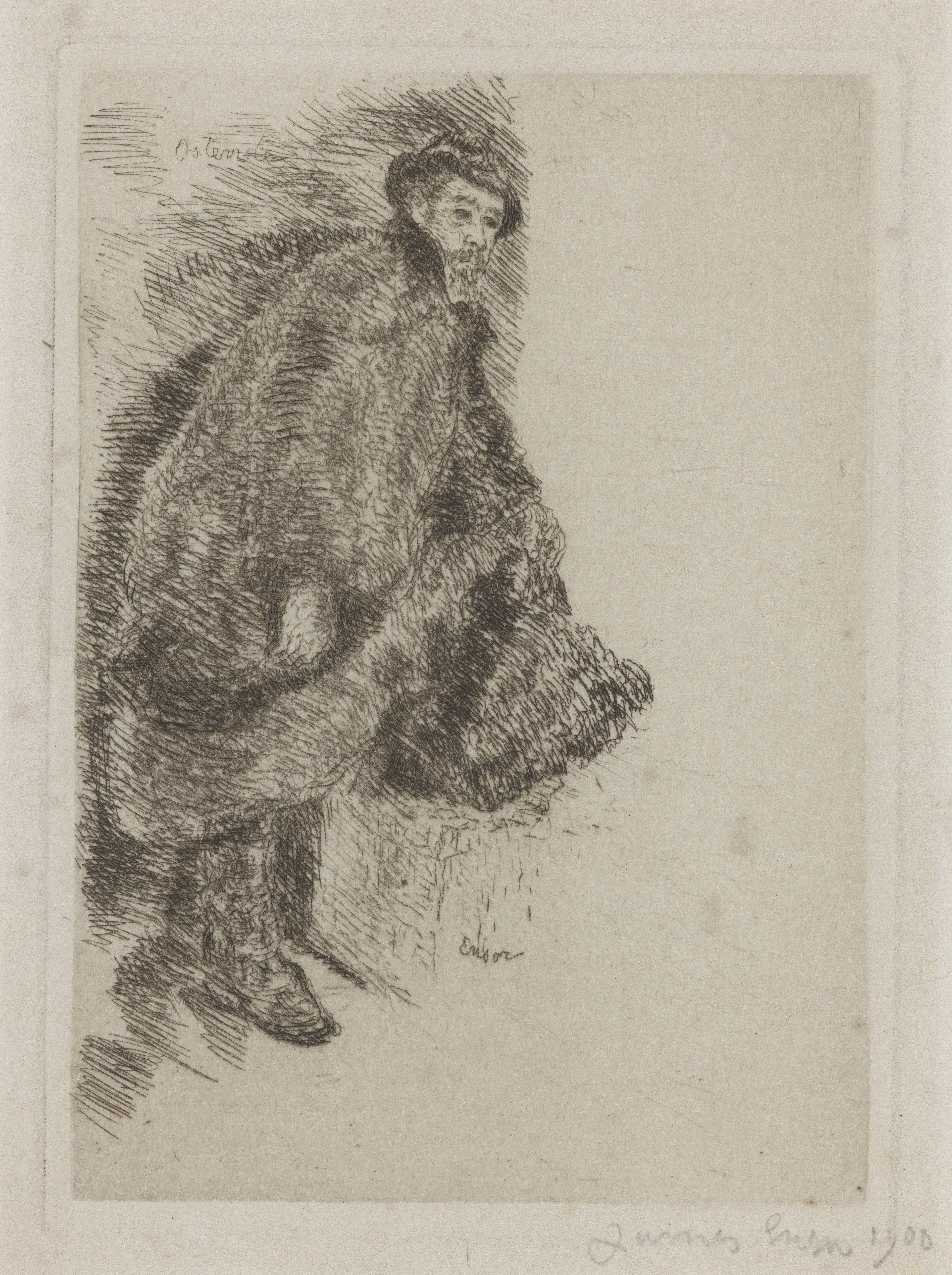
De Oostendse Visser, James Ensor, 1900, collection Navigo - Musée National de la pêche

- Arno (1949-2022), chanteur et compositeur belge, né le 21 mai 1949 à Ostende ;
- Euphrosine Beernaert (1831-1901), artiste peintre ;
- Sandra Bekkari (1973- ), auteur de livres de cuisine ;
- Thierry De Cordier, artiste ;
- Thomas Du Caju, auteur de bande dessinée (né en 1970) ;
- Céline Dept (1999-), influenceuse et vidéaste web belge ;
- Gaston Duribreux (nl) (1903-1986), écrivain.
- James Ensor (1860-1949), artiste peintre, né et mort à Ostende (l'intérieur de sa maison a été reconstitué et converti en musée), tombeau au cimetière Notre-Dame-des-Dunes de Mariakerke ;
- Marvin Gaye, chanteur et auteur-compositeur américain. Vécut à Ostende 18 mois, (1981-1982) ;
- Lucien Guinotte, artiste peintre ;
- Kamagurka, caricaturiste ;
- Marie-Antoinette Marcotte, peintre luministe, Anvers ;
- Henri Permeke (1849-1912), artiste peintre paysagiste né à Ostende.
- Constant Permeke (1886-1952), artiste peintre expressionniste (fils d'Henri Permeke) ;
- Raoul Servais, cinéaste ;
- Gustaaf Sorel, artiste peintre ;
- Léon Spilliaert, artiste peintre ;
- Henri Storck, cinéaste et fondateur de la Cinémathèque royale de Belgique ;
- Robert Vantomme (1903-1946), pianiste et compositeur belge, né à Ostende ;
- Pierre Verbeke (1895-1962), artiste peintre ;
- Wendy Van Wanten, née le 6 février 1960 à Ostende, mannequin, chanteuse, actrice et personnalité de la télévision ;
- Charles Wildt, artiste peintre.

### Sportifs
- Brigitte Becue, nageuse, spécialiste de la brasse ;
- Stefaan Maene, nageur, spécialiste du dos et de la 4 nages ;
- René Muylle, coureur cycliste, né le 29 avril 1934 à Ostende ;
- Robert Vanthournout (1934-2008), mort le 22 février 2008 à Ostende ;
- Oliver Naesen, coureur cycliste, né en 1990 ;
- Divock Origi, footballeur international belge, né le 18 avril 1995 à Ostende ;
- Brian Ryckeman, nageur, spécialiste des épreuves en eau libre ;
- Paul Sanders, footballeur, né à Ostende le 8 février 1957 ;
- Robert Van de Walle, célèbre judoka ;
- Lawrence Naesen, coureur cycliste, né le 28 août 1992 ;
- Julie Vanloo, joueuse de basket-ball, née à Ostende le 10 février 1993 ;
- Birger Verstraete, footballeur, né à Ostende le 16 avril 1994 ;
- Mauri Vansevenant, coureur cycliste, né en 1999.

### Autres
- Lilian Baels, seconde épouse de Léopold III.
- Charles Armengaud, né le 27 juillet 1813 à Ostende, ingénieur français.
- Jean-Baptiste-Hubert Serruys.
- Henri Serruys, bourgmestre.
- Didier Pasamonik, éditeur et journaliste, né à Ostende le 18 juin 1957.
- Ferdinand Ghesquière (1933-2021), homme politique belge.
- Pierre Schaken (1793-1870), industriel.
- Richard Verheust (1912-1988), Compagnon de la Libération.

## Dans la culture populaire

### Littérature
- Helena Blavatsky écrit une partie de La Doctrine secrète pendant son séjour à Ostende, en 1886-1887 ;
- Éric-Emmanuel Schmitt situe à Ostende l'action de sa nouvelle La Rêveuse d'Ostende, publiée en 2007 ;
- Jan Van Dorp raconte dans Flamands des vagues l'histoire de la Compagnie d'Ostende, qui finira par s'éteindre coincée entre les puissantes compagnies françaises et hollandaises ;
- l'action de la bande dessinée Le Bal du rat mort de Jan Bucquoy et Jean-François Charles se passe à Ostende.

### Musique

#### Marvin Gaye à Ostende (1981-1982)
Entre 1981 et 1982, le chanteur américain de soul, Marvin Gaye séjourne à Ostende afin de se retirer du stress et des turbulences de sa vie de star. Il y produit l'album Midnight Love, avec son hit Sexual Healing. Le clip vidéo de Sexual Healing est tourné au casino royal d'Ostende.
Marvin Gaye arrive pour la première fois à Ostende le 14 février 1981. Il y vient à l'invitation de Freddy Cousaert, un hôtelier ostendais, passionné de musique et en parallèle organisateur d'événements culturels et manager. C'est ce dernier qui prend en charge l'hébergement et les frais courants et quotidiens de l'artiste pendant les 18 mois de son séjour. C'est aussi durant ce séjour que Marvin Gaye se voit proposer des contrats par de nouvelles maison de disques, étant à cette période en cours de séparation avec sa maison de disque de toujours, Motown.
Étant en cours de divorce avec sa deuxième femme et redevable de 1 500 000 dollars au fisc américain, il accepte en 1982 de signer avec la maison de disque CBS Records. Celle-ci paie en avance le montant sa dette fiscale, plus 600 000 dollars pour lui-même.
Marvin Gaye quitte la Belgique en passant par l'Allemagne, pour finaliser aux États-Unis les enregistrements de ce qui restera son dernier album et l'un de ses plus grand succès.

#### Chansons
- Gribouille : Ostende (Mathias, 1965)
- Jacques Brel : L'Ostendaise (J'arrive, 1968)
- Jean-Roger Caussimon et Léo Ferré : Comme à Ostende, écrite par le premier ;
- Alain Bashung : À Ostende (Chatterton, 1994)
- Jeronimo : Irons-nous voir Ostende ? (Mélodies démolies. 2008) ;
- Cali : Ostende (L'Âge d'or, 2015) ;
- Arno : Oostende bonsoir (Santeboutique, 2019) ; Comme à Ostende (reprise, 1995).
- Les Fils du facteur : Ostende

### Cinéma
- Les films suivants se déroulent notamment à Ostende :
  - Les Lèvres rouges de Harry Kümel (1971), avec Delphine Seyrig (scènes à l'hôtel des Thermes)[18] ;
  - Armaguedon d'Alain Jessua (1977), avec Alain Delon ;
  - Camping Cosmos de Jan Bucquoy (1996), avec Lolo Ferrari et Arno (scène à l'hippodrome Wellington) ;
  - Place Vendôme de Nicole Garcia (1998), avec Catherine Deneuve (scène des dunes) ;
  - Copacabana de Marc Fitoussi (2010), avec Isabelle Huppert ;
- Henri Storck consacre un court métrage à sa ville natale : Ostende, reine des plages (1931) ;
- Harpya, court métrage de Raoul Servais (1979), montre l'église Saints-Pierre et Paul d'Ostende ;
- Jezabel, web-série de Julien Capron (2016) avec Hélène Kuhn, se déroule à Oostende.

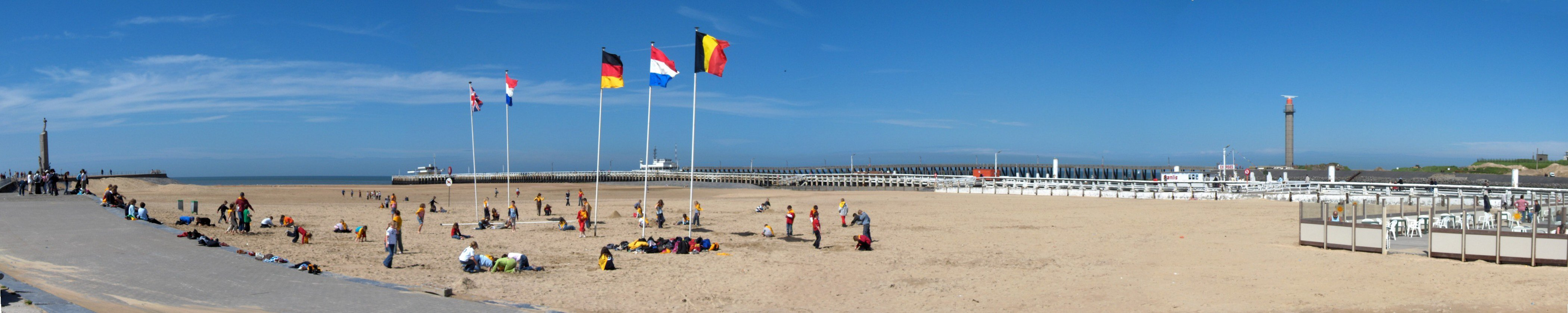
La plage et l'estacade - vue panoramique.

## Galerie d'images

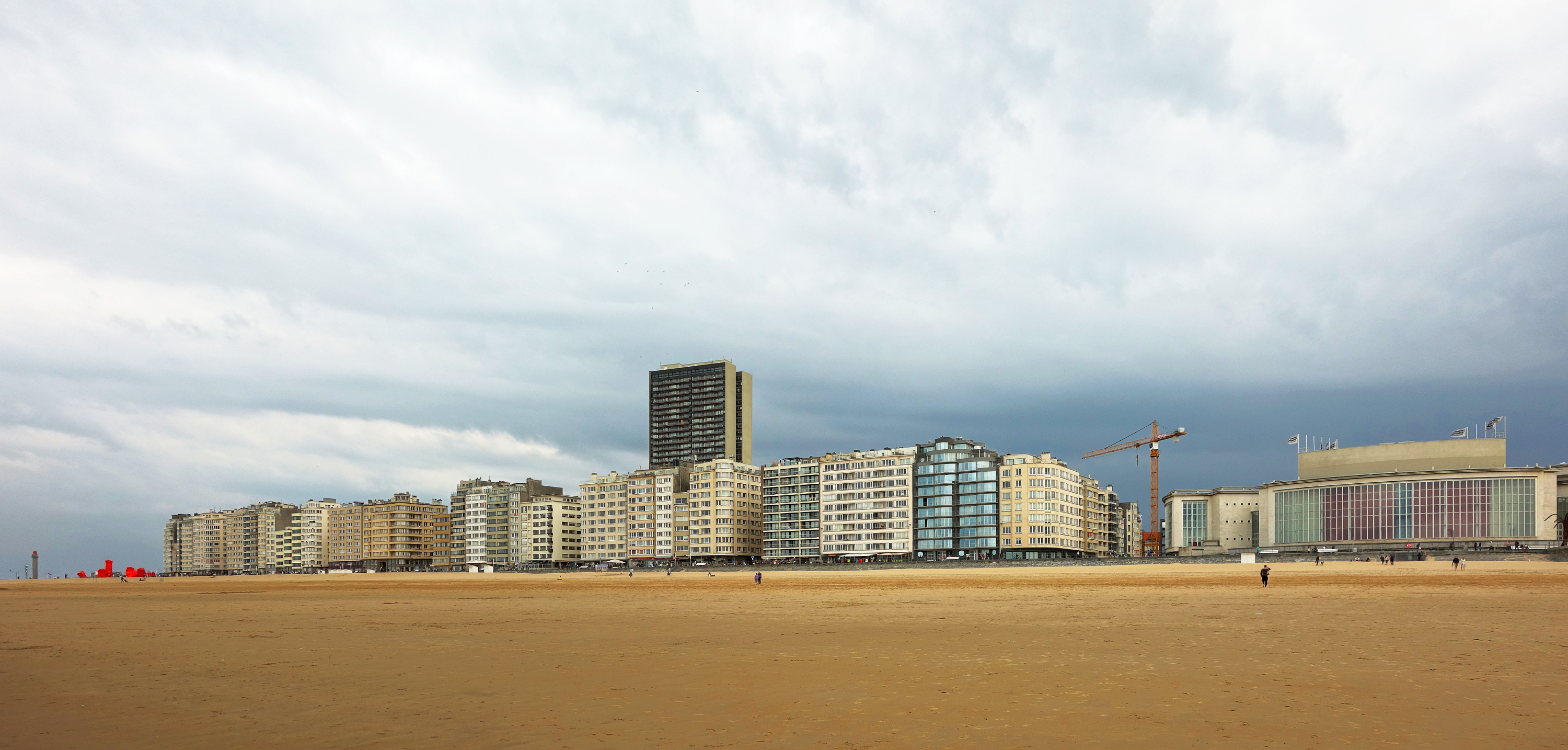
Le front de mer.
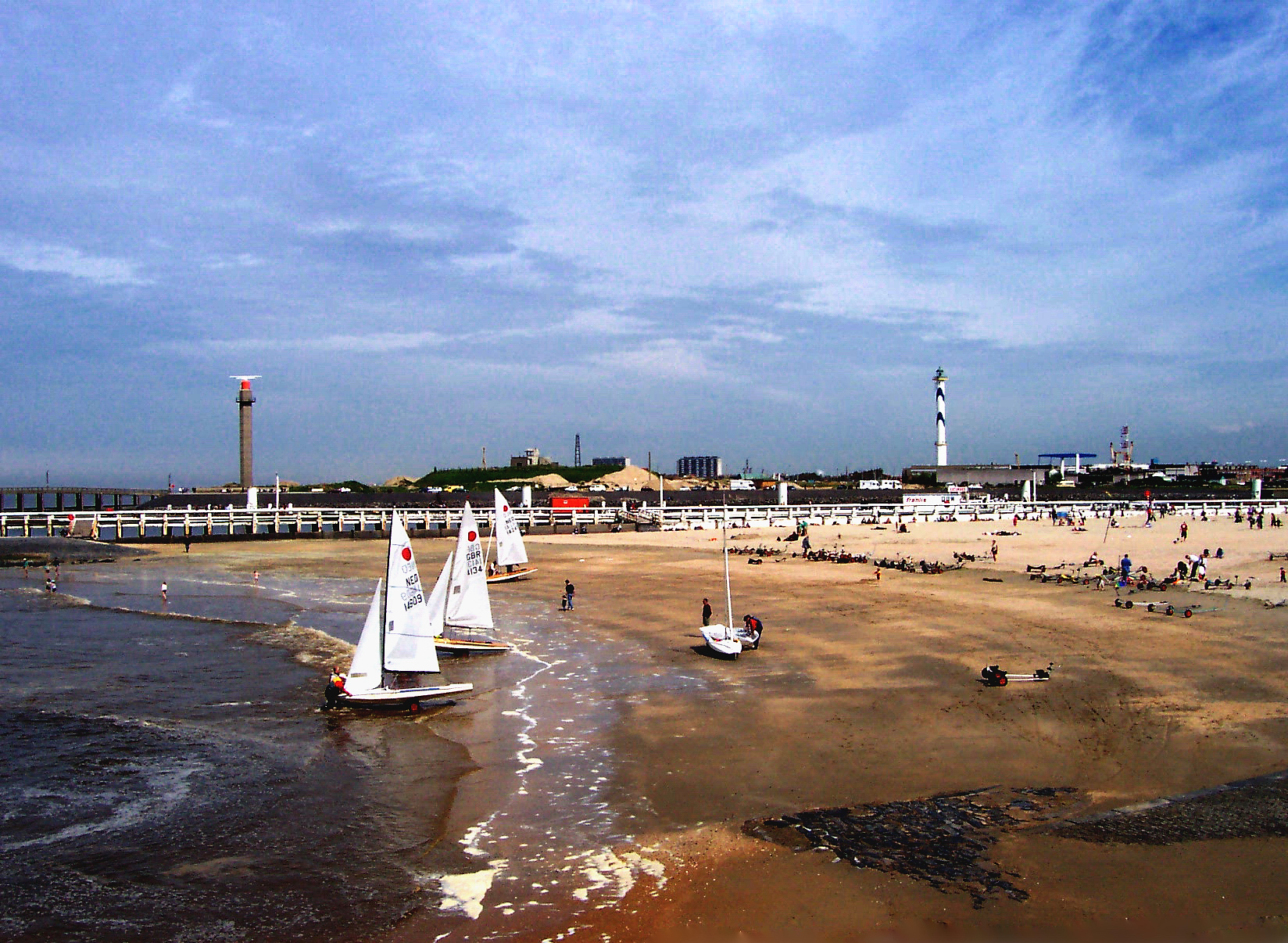
La plage.
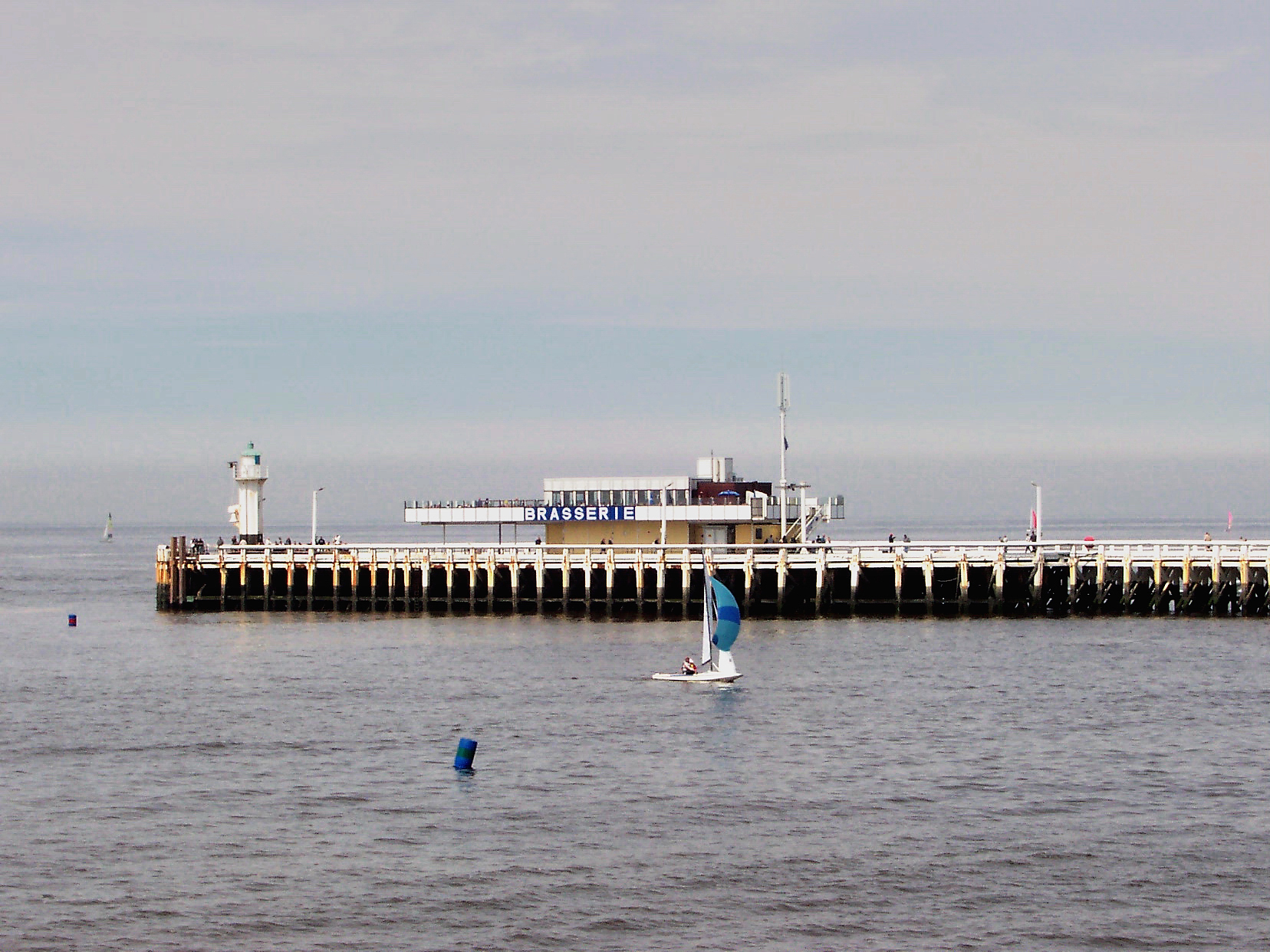
La jetée.
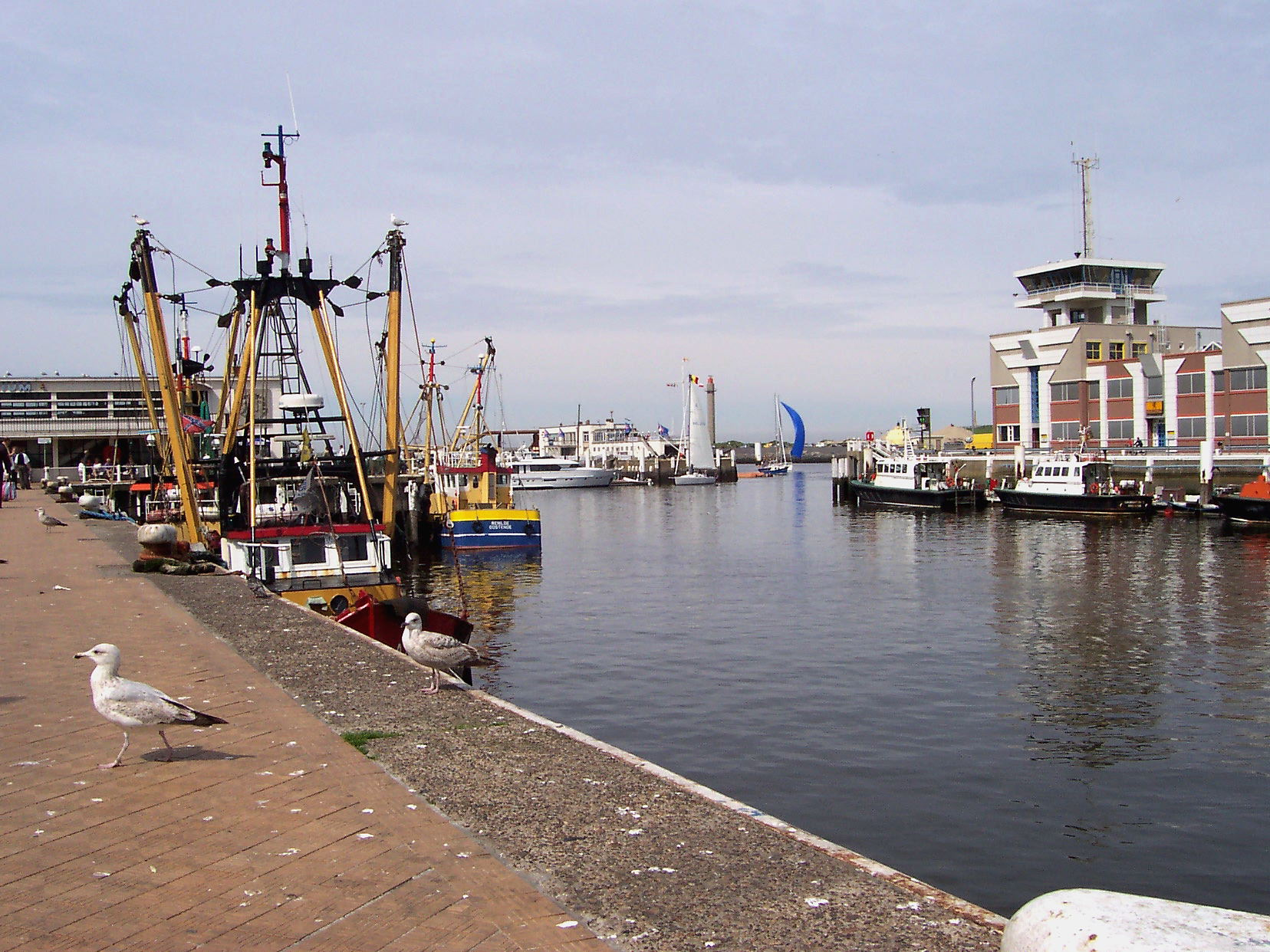
Le port.
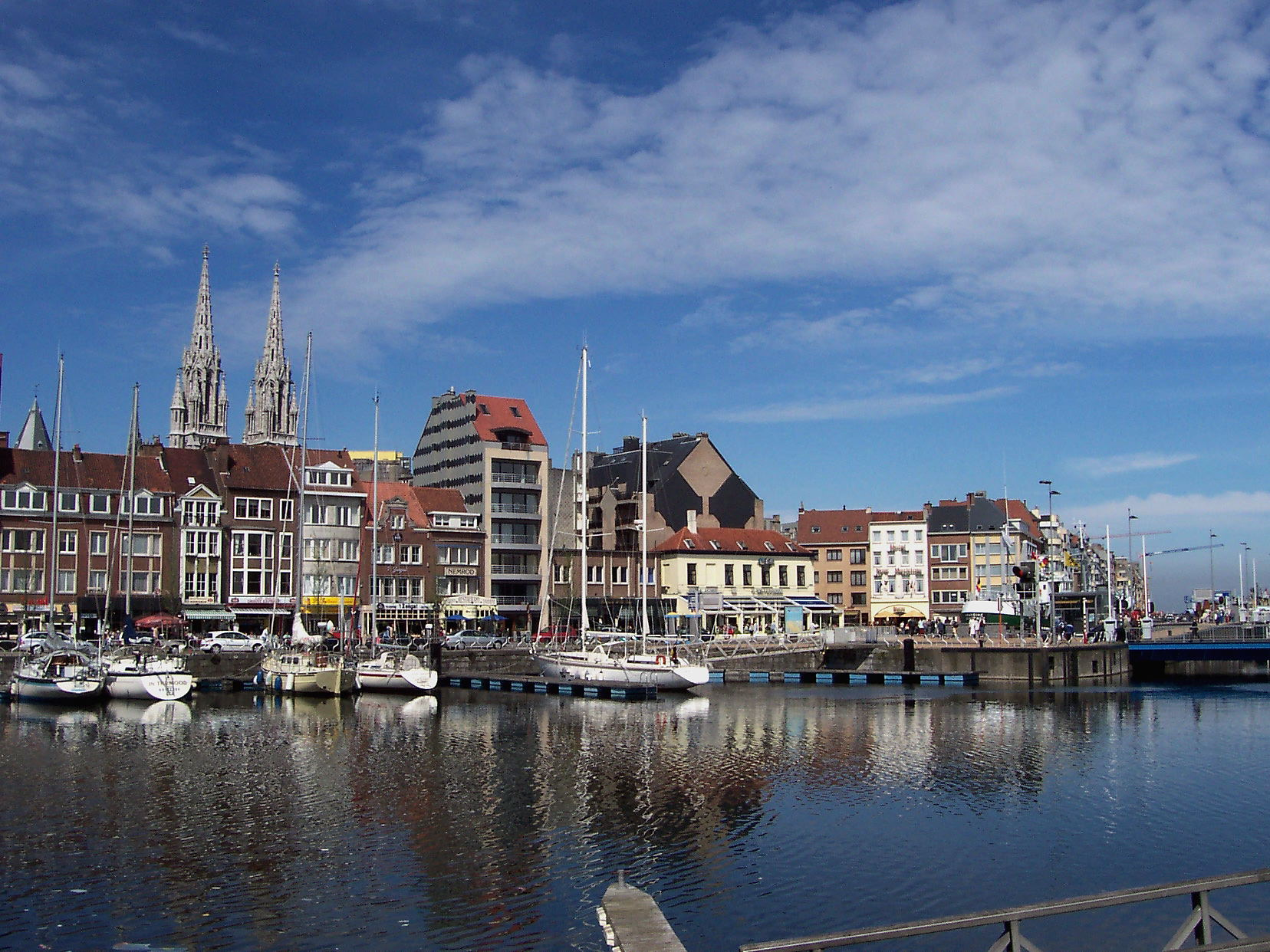
Vue sur le Port d'Ostende et la ville.
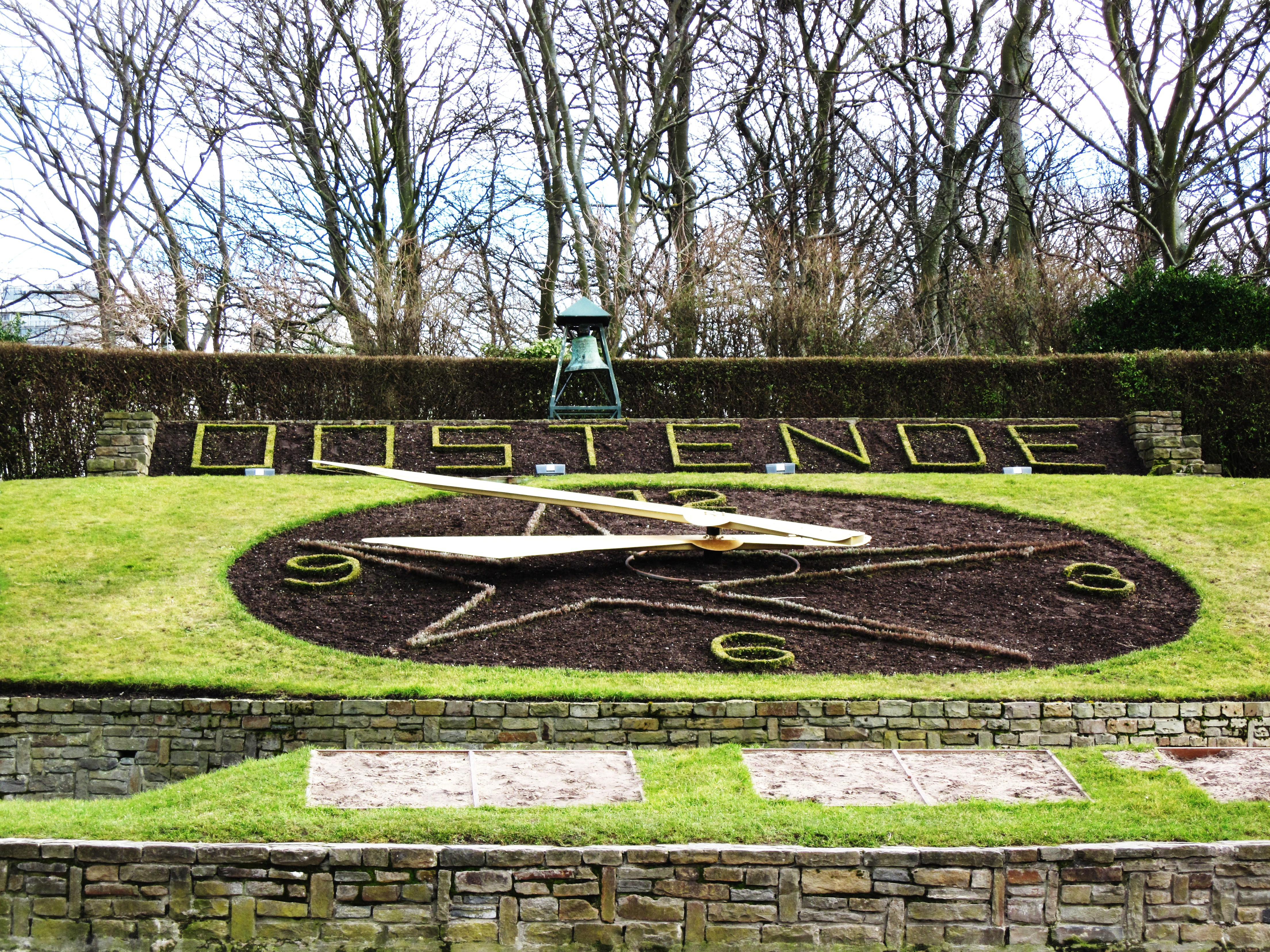
Horloge monumentale au Parc Léopold.
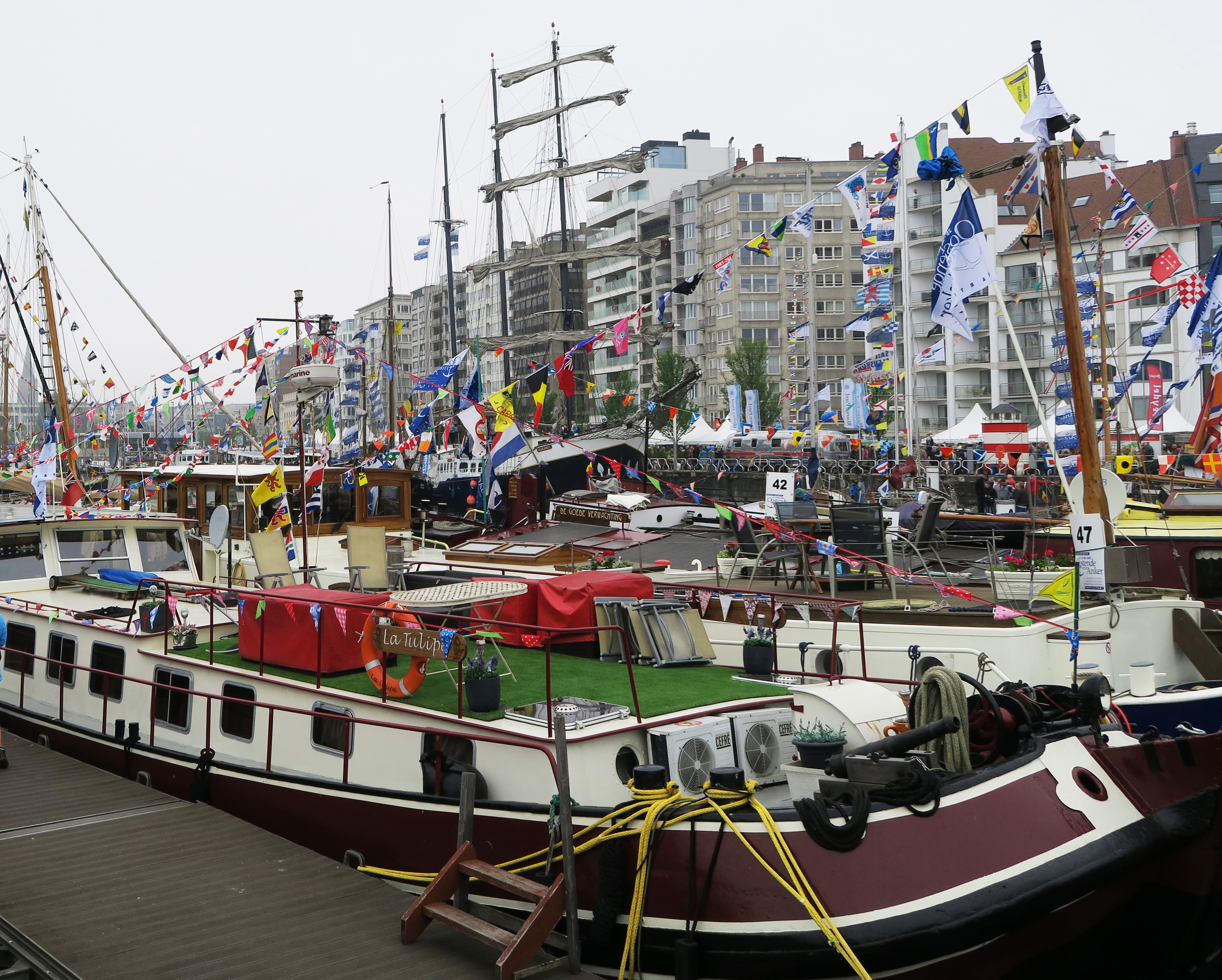
Oostende Voor Anker en mai 2016.
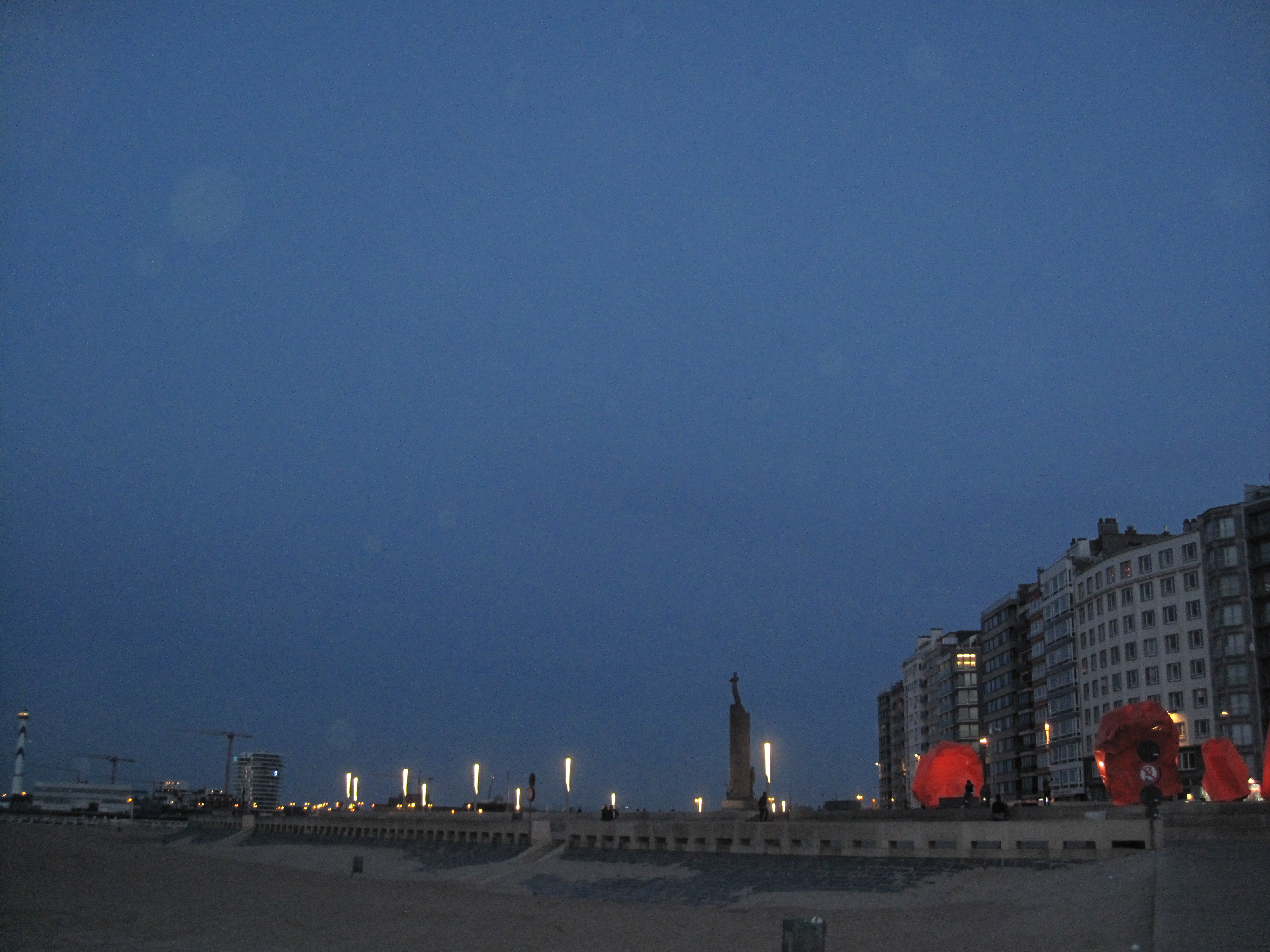
Soirée de mars sur la digue.